# Nati nel 1897

## Gennaio(127)
- 1º gennaio - Gheorghe Alexianu, funzionario e criminale di guerra rumeno († 1946)
- 1º gennaio - Ana Aslan, biologa e medico romena († 1988)
- 1º gennaio - Giovanni Girgenti, scrittore e drammaturgo italiano († 1979)
- 1º gennaio - Johnny Helgesen, calciatore norvegese († 1964)
- 1º gennaio - Pirro Marconi, archeologo italiano († 1938)
- 1º gennaio - Arturo Marzano, magistrato e politico italiano († 1976)
- 1º gennaio - Louis Miriani, politico statunitense († 1987)
- 1º gennaio - Primo Romolo Palenzona, politico e sindacalista italiano († 1963)
- 1º gennaio - Leopoldo Pellas, militare italiano († 1918)
- 1º gennaio - Zurga Tirelli, calciatore italiano († 1972)
- 1º gennaio - Francesco Saverio Trương Bửu Diệp, presbitero vietnamita († 1946)
- 1º gennaio - Isidoro Wiel, militare e marinaio italiano († 1928)
- 2 gennaio - Anthony Armstrong, scrittore canadese († 1976)
- 2 gennaio - Olav Ditlev-Simonsen, calciatore norvegese († 1978)
- 2 gennaio - Marcel Dupraz, lottatore francese
- 2 gennaio - Harold Ross Eycott-Martin, aviatore britannico
- 2 gennaio - Alf Flinth, calciatore norvegese († 1982)
- 2 gennaio - Mario Massa, sceneggiatore, regista e scrittore italiano († 1973)
- 3 gennaio - Dorothy Arzner, regista, montatrice e sceneggiatrice statunitense († 1979)
- 3 gennaio - Marion Davies, attrice statunitense († 1961)
- 3 gennaio - Bartolomeo Grassa, partigiano italiano († 1943)
- 3 gennaio - Arthur Hübscher, filosofo e filologo tedesco († 1985)
- 3 gennaio - Pola Negri, attrice, cantante e ballerina polacca († 1987)
- 4 gennaio - Chen Cheng, politico e generale cinese († 1965)
- 4 gennaio - Arrigo Tessari, aviatore e generale italiano († 1971)
- 4 gennaio - Ivan Čuvelev, attore sovietico († 1942)
- 5 gennaio - Dragutin Friedrich, calciatore jugoslavo († 1980)
- 5 gennaio - Katherine Perry, attrice statunitense († 1983)
- 6 gennaio - Giovanni Gasparoli, politico italiano († 1950)
- 6 gennaio - Carl Riegel, calciatore tedesco († 1970)
- 6 gennaio - Pippo Rizzo, pittore e scultore italiano († 1964)
- 6 gennaio - Luigi Settino, militare italiano († 1917)
- 6 gennaio - Ferenc Szálasi, politico e militare ungherese († 1946)
- 6 gennaio - Ionel Teodoreanu, scrittore e avvocato romeno († 1954)
- 7 gennaio - Ernesto Daquanno, giornalista italiano († 1945)
- 7 gennaio - Agustín Eizaguirre, calciatore spagnolo († 1961)
- 7 gennaio - Luis Enrique Erro, politico, educatore e astronomo messicano († 1955)
- 7 gennaio - Gordon Holmes MacMillan, generale scozzese († 1986)
- 7 gennaio - Rayford Logan, storico e attivista statunitense († 1982)
- 8 gennaio - Agostinho Sampaio de Sá, pallanuotista brasiliano († 1960)
- 8 gennaio - Dennis Wheatley, scrittore inglese († 1977)
- 9 gennaio - Aurelio Baruzzi, militare italiano († 1985)
- 9 gennaio - Walter Küchenmeister, giornalista, editore e scrittore tedesco († 1943)
- 9 gennaio - Karl Löwith, filosofo tedesco († 1973)
- 9 gennaio - Edgar Aristide Maranta, missionario e arcivescovo cattolico svizzero († 1975)
- 9 gennaio - Vladimir Pavlovič Palej, poeta e santo russo († 1918)
- 10 gennaio - Giovanni Borgato, calciatore italiano († 1975)
- 10 gennaio - Georgij Danilov, linguista e africanista sovietico († 1937)
- 10 gennaio - Lya De Putti, attrice ungherese († 1931)
- 10 gennaio - Friedrich-Wilhelm Hauck, generale tedesco († 1979)
- 10 gennaio - Gianni Mantero, ingegnere, architetto e incisore italiano († 1985)
- 10 gennaio - Dante Prosperi, calciatore italiano
- 11 gennaio - James Colescott, attivista statunitense († 1950)
- 11 gennaio - Bernard DeVoto, storico e scrittore statunitense († 1955)
- 11 gennaio - August Heissmeyer, generale tedesco († 1979)
- 11 gennaio - Higinio Morínigo Martínez, generale e politico paraguaiano († 1983)
- 11 gennaio - Georges Stuttler, calciatore francese († 1976)
- 12 gennaio - Arthur Ripley, sceneggiatore, regista e produttore cinematografico statunitense († 1961)
- 13 gennaio - Thoralf Strømstad, sciatore nordico norvegese († 1984)
- 14 gennaio - Cagnaccio di San Pietro, pittore italiano († 1946)
- 14 gennaio - Salvatore Castagna, generale italiano († 1977)
- 14 gennaio - Vaso Čubrilović, insegnante, scrittore e politico serbo († 1990)
- 14 gennaio - Panas Ljubčenko, politico sovietico († 1937)
- 14 gennaio - Hasso von Manteuffel, generale e politico tedesco († 1978)
- 14 gennaio - Attilio Ortolani, attore italiano († 1975)
- 14 gennaio - Piet Peereboom, calciatore olandese († 1980)
- 14 gennaio - Sergej Romanov, calciatore russo († 1970)
- 14 gennaio - Angelo Tognali, militare italiano († 1918)
- 15 gennaio - Carmine D'Arienzo, militare italiano († 1967)
- 15 gennaio - Max-Josef Pemsel, generale tedesco († 1985)
- 15 gennaio - Paolo Suraci, politico italiano († 1979)
- 15 gennaio - Xu Zhimo, poeta cinese († 1931)
- 16 gennaio - Valentin Petrovič Kataev, scrittore russo († 1986)
- 16 gennaio - Carlos Pellicer, poeta e archeologo messicano († 1977)
- 16 gennaio - Väinö Penttala, lottatore finlandese († 1976)
- 17 gennaio - Nils Asther, attore svedese († 1981)
- 17 gennaio - Oleksandr Chira, vescovo cattolico († 1983)
- 17 gennaio - Anne Cornwall, attrice statunitense († 1980)
- 17 gennaio - Clotilde Marghieri, scrittrice italiana († 1981)
- 17 gennaio - Marcel Petiot, criminale e serial killer francese († 1946)
- 17 gennaio - Antonino Sammartano, pedagogista e funzionario italiano († 1986)
- 18 gennaio - Alfio Di Grazia, politico italiano († 1971)
- 19 gennaio - Károly Kerényi, filologo classico e storico delle religioni ungherese († 1973)
- 19 gennaio - Emil Maurice, politico e generale tedesco († 1972)
- 19 gennaio - Natacha Rambova, danzatrice, scenografa e costumista statunitense († 1966)
- 19 gennaio - Max Tau, scrittore e editore tedesco († 1976)
- 20 gennaio - Gordej Ivanovič Levčenko, ammiraglio sovietico († 1981)
- 21 gennaio - Jole Bovio Marconi, archeologa italiana († 1986)
- 21 gennaio - René Iché, scultore francese († 1954)
- 21 gennaio - Francis Lombardi, militare, aviatore e designer italiano († 1983)
- 21 gennaio - Achille Malcovati, militare italiano († 1962)
- 22 gennaio - Ernest Clère, calciatore francese († 1967)
- 22 gennaio - Arthur Greiser, politico, generale e criminale di guerra tedesco († 1946)
- 22 gennaio - Blind Willie Johnson, cantante e chitarrista statunitense († 1945)
- 22 gennaio - Ernst Michael, generale tedesco († 1944)
- 22 gennaio - Nis Petersen, scrittore danese († 1943)
- 22 gennaio - Rosa Ponselle, soprano statunitense († 1981)
- 22 gennaio - Alf Quantrill, calciatore pakistano († 1968)
- 22 gennaio - Carlo Striccoli, pittore italiano († 1980)
- 23 gennaio - Subhas Chandra Bose, politico e militare indiano († 1945)
- 23 gennaio - Margarete Schütte-Lihotzky, designer e architetta austriaca († 2000)
- 23 gennaio - Gaetano Vigo, politico italiano († 1962)
- 23 gennaio - Ernst Zindel, ingegnere aeronautico e imprenditore tedesco († 1978)
- 24 gennaio - Angelo De Martini, pistard e ciclista su strada italiano († 1979)
- 24 gennaio - Pál Fejös, regista, sceneggiatore e antropologo ungherese († 1963)
- 24 gennaio - Frediano Frediani, architetto italiano († 1978)
- 24 gennaio - Luigi Alberto Gigliotti, politico italiano († 1981)
- 24 gennaio - Fernand Ledoux, attore francese († 1993)
- 24 gennaio - José Alfredo López, calciatore e dirigente sportivo argentino († 1969)
- 24 gennaio - Andrej Aleksandrovič Romanov, nobile russo († 1981)
- 25 gennaio - Louis Astier de Villatte, militare e aviatore francese († 1936)
- 25 gennaio - George Godfrey, pugile statunitense († 1947)
- 25 gennaio - Francesco Mattuteia, calciatore e allenatore di calcio italiano († 1981)
- 25 gennaio - Umberto Rossi Vezzani, pittore italiano († 1953)
- 26 gennaio - Erwin Blumenfeld, fotografo tedesco († 1969)
- 26 gennaio - Curt Sjöberg, ginnasta e tuffatore svedese († 1948)
- 27 gennaio - Carl Oberg, generale tedesco († 1965)
- 28 gennaio - Mario Cotellessa, politico italiano († 1978)
- 28 gennaio - Umberto Visetti, militare italiano († 1973)
- 29 gennaio - Gaston Fessard, religioso e teologo francese († 1978)
- 30 gennaio - Rocco Vincenzo Agostino, avvocato e politico italiano († 1961)
- 30 gennaio - Joop Carp, velista olandese († 1962)
- 30 gennaio - Antonio Lepore, politico italiano († 1974)
- 30 gennaio - Leopoldo d'Asburgo-Lorena, nobile austriaco († 1958)
- 31 gennaio - Gypsy Abbott, attrice statunitense († 1952)
- 31 gennaio - Guglielmo Cassinelli, generale e aviatore italiano († 1962)
- 31 gennaio - Achille Schelstraete, calciatore belga († 1937)

## Febbraio(93)
- 1º febbraio - Roald Larsen, pattinatore di velocità su ghiaccio norvegese († 1959)
- 1º febbraio - Aleksandr Vasil'evič Nadaškevič, progettista sovietico († 1967)
- 1º febbraio - Nicola Papa, allenatore di calcio e calciatore italiano († 1975)
- 1º febbraio - Gaetano Perillo, antifascista italiano († 1975)
- 1º febbraio - Denise Robins, scrittrice britannica († 1985)
- 2 febbraio - Giuseppe Biagi, militare e esploratore italiano († 1965)
- 2 febbraio - Gertrude Blanch, matematica russa († 1996)
- 2 febbraio - Renato Cialente, attore italiano († 1943)
- 2 febbraio - Patrick Mary O'Donnell, arcivescovo cattolico e missionario irlandese († 1980)
- 2 febbraio - Ossi Oswalda, attrice tedesca († 1947)
- 2 febbraio - Ulises Poirier, calciatore cileno († 1977)
- 2 febbraio - Fernando de Jesus, calciatore portoghese
- 3 febbraio - Ivone Kirkpatrick, diplomatico britannico († 1960)
- 3 febbraio - Carmelo Romeo, calciatore italiano († 1988)
- 3 febbraio - Emilio Strafelini, anarchico e antifascista italiano († 1964)
- 4 febbraio - Ludwig Erhard, politico tedesco († 1977)
- 4 febbraio - Aldo Finzi, compositore italiano († 1945)
- 4 febbraio - Mario Romagnoli, radiologo e militare italiano († 1960)
- 5 febbraio - Anton Graf von Arco auf Valley, nobile, terrorista e assassino tedesco († 1945)
- 5 febbraio - Mona von Bismarck, socialite e filantropa statunitense († 1983)
- 5 febbraio - Miyuki Ishikawa, serial killer giapponese († 1987)
- 5 febbraio - Alessandro Monteleone, pittore e scultore italiano († 1967)
- 5 febbraio - Mario Siletti, attore italiano († 1977)
- 5 febbraio - Dirk Stikker, diplomatico olandese († 1979)
- 5 febbraio - Angelo Tarchi, politico italiano († 1974)
- 6 febbraio - Lepke Buchalter, mafioso statunitense († 1944)
- 6 febbraio - Millard Caldwell, politico statunitense († 1984)
- 6 febbraio - Alberto Cavalcanti, sceneggiatore, regista e produttore cinematografico brasiliano († 1982)
- 6 febbraio - H. D. F. Kitto, grecista britannico († 1982)
- 6 febbraio - Giacomo Pallotti, militare italiano († 1917)
- 7 febbraio - Antonio Campolo, calciatore e allenatore di calcio uruguaiano († 1959)
- 7 febbraio - Max Newman, matematico britannico († 1984)
- 8 febbraio - Francesco Colitto, avvocato e politico italiano († 1989)
- 8 febbraio - Marcel Colleu, ciclista su strada francese († 1973)
- 8 febbraio - Zakir Hussain, politico indiano († 1969)
- 8 febbraio - József Jeszmás, calciatore ungherese († 1934)
- 8 febbraio - José Enrique Marrero Regalado, architetto spagnolo († 1956)
- 8 febbraio - Vasilij Morozov, generale sovietico († 1964)
- 9 febbraio - Jaque Catelain, attore francese († 1965)
- 9 febbraio - Antonio Galardo, militare e prefetto italiano († 1951)
- 9 febbraio - Charles Kingsford Smith, aviatore australiano († 1935)
- 9 febbraio - Alessandro Milesi, calciatore italiano
- 10 febbraio - Judith Anderson, attrice australiana († 1992)
- 10 febbraio - John Franklin Enders, biologo, batteriologo e virologo statunitense († 1985)
- 11 febbraio - Colgate Whitehead Darden, politico statunitense († 1981)
- 11 febbraio - Abram Solomonovič Gurvič, compositore di scacchi sovietico († 1962)
- 11 febbraio - Jan Paulin, calciatore cecoslovacco († 1978)
- 11 febbraio - Emil Leon Post, matematico e logico statunitense († 1954)
- 11 febbraio - Denis Verschueren, ciclista su strada e pistard belga († 1954)
- 12 febbraio - Břetislav Bakala, direttore d'orchestra, pianista e compositore ceco († 1958)
- 12 febbraio - Fausto Boni, calciatore e medico italiano († 1979)
- 12 febbraio - Alfredo Calzolari, partigiano italiano († 1945)
- 12 febbraio - Lincoln LaPaz, astronomo statunitense († 1985)
- 12 febbraio - Vola Vale, attrice statunitense († 1970)
- 13 febbraio - Domenico Mastini, inventore italiano († 1973)
- 15 febbraio - Giuseppe Bazzeghin, calciatore italiano († 1945)
- 15 febbraio - Bruno Bianchi, calciatore italiano
- 15 febbraio - Hilda di Lussemburgo, principessa lussemburghese († 1979)
- 15 febbraio - Gerrit Kleerekoper, allenatore di ginnastica artistica olandese († 1943)
- 16 febbraio - Orlando De Tommaso, militare italiano († 1943)
- 16 febbraio - Cecilia Hansen, violinista russa († 1989)
- 16 febbraio - Wei Lihuang, generale e politico cinese († 1960)
- 17 febbraio - Pedro Beltrán Espantoso, imprenditore, politico e diplomatico peruviano († 1979)
- 17 febbraio - William Henry Chamberlin, storico e giornalista statunitense († 1969)
- 17 febbraio - Gertrud Pålson-Wettergren, mezzosoprano svedese († 1991)
- 17 febbraio - Dmytro Zajciw, entomologo ucraino († 1976)
- 18 febbraio - Joseph Bowers, criminale statunitense († 1936)
- 18 febbraio - Tadeusz Gebethner, calciatore, dirigente sportivo e partigiano polacco († 1944)
- 19 febbraio - Willi Domgraf-Fassbaender, baritono tedesco († 1978)
- 19 febbraio - Hope Hampton, attrice e cantante statunitense († 1982)
- 19 febbraio - Alma Rubens, attrice statunitense († 1931)
- 20 febbraio - Ivan Albright, pittore statunitense († 1983)
- 20 febbraio - Maurilio Bossi, militare italiano († 1918)
- 21 febbraio - Celia Lovsky, attrice austriaca († 1979)
- 21 febbraio - Victor Samuel Summerhayes, botanico britannico († 1974)
- 22 febbraio - Karel Fleischmann, medico ceco († 1944)
- 22 febbraio - Leonid Aleksandrovič Govorov, generale sovietico († 1955)
- 22 febbraio - Karol Świerczewski, generale e politico polacco († 1947)
- 23 febbraio - Walter Denkert, generale tedesco († 1982)
- 23 febbraio - Franz Hänsel, allenatore di calcio e calciatore austriaco († 1942)
- 23 febbraio - Pietro Vetro, critico letterario italiano († 1983)
- 24 febbraio - Matija Bravničar, compositore sloveno († 1977)
- 24 febbraio - Luigi Crespellani, politico e avvocato italiano († 1967)
- 24 febbraio - Henri Frankfort, archeologo e egittologo olandese († 1954)
- 25 febbraio - Helen Jerome Eddy, attrice statunitense († 1990)
- 25 febbraio - Samuel Kinkead, militare e aviatore sudafricano († 1928)
- 25 febbraio - Renato Sandalli, generale e politico italiano († 1968)
- 26 febbraio - Romolo Costa, attore e doppiatore italiano († 1965)
- 26 febbraio - Frank Ellis, attore statunitense († 1969)
- 27 febbraio - Marian Anderson, contralto statunitense († 1993)
- 27 febbraio - Bernard Lyot, astronomo francese († 1952)
- 28 febbraio - Johnny Bryan, giocatore di football americano statunitense († 1976)
- 28 febbraio - Rašel' Markovna Mil'man-Krimer, regista cinematografico sovietico († 1945)

## Marzo(117)
- 1º marzo - Shoghi Effendi († 1957)
- 2 marzo - Jack Hill, calciatore e allenatore di calcio inglese († 1972)
- 2 marzo - Shidzue Katō, politica giapponese († 2001)
- 2 marzo - Ignaz Maybaum, rabbino e filosofo austriaco († 1976)
- 2 marzo - Jack White, produttore cinematografico, regista e sceneggiatore statunitense († 1984)
- 3 marzo - Jocelyn Toynbee, archeologa, numismatica e storica dell'arte britannica († 1985)
- 4 marzo - Lorenzo Batlle Pacheco, politico e giornalista uruguaiano († 1954)
- 4 marzo - Arturo Robecchi, calciatore italiano
- 5 marzo - Emilio Faldella, generale e agente segreto italiano († 1975)
- 5 marzo - Gina Sammarco, attrice italiana († 1976)
- 5 marzo - Gunta Stölzl, designer tedesca († 1983)
- 6 marzo - Joseph Berchtold, generale tedesco († 1962)
- 6 marzo - Hans Hausamann, fotografo e giornalista svizzero († 1974)
- 6 marzo - Reginald Frederick Lawrence, aracnologo sudafricano († 1987)
- 6 marzo - Knudåge Riisager, compositore danese († 1974)
- 6 marzo - Rose Smith, montatrice e attrice statunitense († 1962)
- 6 marzo - József Urik, calciatore ungherese († 1976)
- 7 marzo - Joy Paul Guilford, psicologo statunitense († 1987)
- 7 marzo - József Künsztler, allenatore di calcio e calciatore ungherese († 1977)
- 7 marzo - Cy Young, animatore cinese († 1964)
- 8 marzo - Verner Eklöf, calciatore e combinatista nordico finlandese († 1955)
- 8 marzo - Pat Flaherty, attore statunitense († 1970)
- 8 marzo - Nikolaj Fëdorovič Gikalo, rivoluzionario e politico sovietico († 1938)
- 8 marzo - Herbert Otto Gille, generale tedesco († 1966)
- 8 marzo - Josep Pla, scrittore e giornalista spagnolo († 1981)
- 9 marzo - Hilliard Brooke Bell, aviatore canadese († 1960)
- 9 marzo - Ottorino Marcolini, presbitero italiano († 1978)
- 9 marzo - Song Junfu, allenatore di pallacanestro cinese († 1977)
- 10 marzo - Earl Hand, militare e aviatore canadese († 1954)
- 10 marzo - Riccardo Marchi, scrittore e giornalista italiano († 1992)
- 10 marzo - Giulio Montelatici, sindacalista italiano († 1975)
- 10 marzo - Brice Parain, filosofo francese († 1971)
- 10 marzo - Otto Stadie, infermiere tedesco († 1977)
- 10 marzo - Vasilij Timofeevič Vol'skij, generale sovietico († 1946)
- 11 marzo - Henry Cowell, compositore, teorico musicale e pianista statunitense († 1965)
- 11 marzo - Michail Grigor'evič Efremov, generale sovietico († 1942)
- 11 marzo - Giampiero Murer, calciatore italiano († 1957)
- 12 marzo - René Blancard, attore francese († 1965)
- 12 marzo - Primo Savani, avvocato, politico e partigiano italiano († 1977)
- 12 marzo - Polina Žemčužina, politica sovietica († 1970)
- 13 marzo - Billy Birrell, calciatore e allenatore di calcio britannico († 1968)
- 13 marzo - Yeghishe Charents, poeta e scrittore armeno († 1937)
- 13 marzo - Richard Hildebrandt, politico e generale tedesco († 1951)
- 13 marzo - Louis Mailloux, militare e aviatore francese († 1939)
- 13 marzo - Mária Németh, soprano ungherese († 1967)
- 14 marzo - Giorgio Guidelli, compositore di scacchi italiano († 1924)
- 14 marzo - Fritz Hünenberger, sollevatore svizzero († 1976)
- 14 marzo - Maria Valtorta, scrittrice italiana († 1961)
- 15 marzo - Gérard Isbecque, calciatore francese († 1970)
- 15 marzo - Erik Malmberg, lottatore svedese († 1964)
- 15 marzo - Jackson Scholz, velocista statunitense († 1986)
- 16 marzo - Antonio Donghi, pittore italiano († 1963)
- 16 marzo - Józef Lange, pistard polacco († 1972)
- 16 marzo - Conrad Nagel, attore statunitense († 1970)
- 16 marzo - Leslie Savage, nuotatore britannico († 1979)
- 17 marzo - Aldo Cagnoli, calciatore italiano († 1940)
- 17 marzo - Ella Hall, attrice statunitense († 1981)
- 17 marzo - Ferdinand von Sammern-Frankenegg, generale tedesco († 1944)
- 18 marzo - Carlo Domenici, pittore italiano († 1981)
- 18 marzo - Gerda Walther, filosofa e parapsicologa tedesca († 1977)
- 19 marzo - Adriano Auguadri, militare italiano († 1941)
- 19 marzo - Joë Bousquet, poeta francese († 1950)
- 19 marzo - Betty Compson, attrice e produttrice cinematografica statunitense († 1974)
- 19 marzo - Enrico Dall'Era, dirigente sportivo, arbitro di calcio e calciatore italiano
- 19 marzo - Joseph Darnand, politico e militare francese († 1945)
- 19 marzo - Maffo Vialli, biologo italiano († 1983)
- 20 marzo - Juan Francia, calciatore argentino († 1962)
- 20 marzo - Aldo Enzo Pignatari, politico italiano († 1969)
- 20 marzo - Pina Piovani, attrice italiana († 1955)
- 21 marzo - Michelangelo Galioto, politico italiano († 1977)
- 21 marzo - John Ridley Stroop, psicologo statunitense († 1973)
- 21 marzo - Gianni Vagnetti, pittore italiano († 1956)
- 22 marzo - Ferruccio Novo, imprenditore, dirigente sportivo e calciatore italiano († 1974)
- 22 marzo - Otto Roelen, chimico tedesco († 1993)
- 22 marzo - Pierre de Gaulle, partigiano e politico francese († 1959)
- 23 marzo - Heinz Fiebig, generale tedesco († 1964)
- 23 marzo - Giovanni Galasso, ingegnere italiano († 1984)
- 23 marzo - Marcel Homet, archeologo e antropologo francese († 1982)
- 23 marzo - Raúl Porras Barrenechea, storico, diplomatico e politico peruviano († 1960)
- 24 marzo - Lucia Chase, ballerina, attrice e direttrice artistica statunitense († 1986)
- 24 marzo - Luciano Jona, politico italiano († 1979)
- 24 marzo - Theodora Kroeber, scrittrice e antropologa statunitense († 1979)
- 24 marzo - Wilhelm Reich, medico, psichiatra e psicoanalista austriaco († 1957)
- 24 marzo - Goffredo di Hohenlohe-Langenburg, principe tedesco († 1960)
- 25 marzo - Sweet Emma Barrett, cantante statunitense († 1983)
- 25 marzo - Francesco Bruno, botanico italiano († 1986)
- 25 marzo - Thérèse Debains, pittrice francese († 1974)
- 25 marzo - Jean Epstein, regista francese († 1953)
- 25 marzo - John Laurie, attore scozzese († 1980)
- 25 marzo - Sigfrid Lindberg, calciatore svedese († 1977)
- 25 marzo - Karel Meduna, calciatore cecoslovacco († 1964)
- 25 marzo - Ernst Oppacher, pattinatore artistico su ghiaccio austriaco
- 26 marzo - Mario Fontana, militare e partigiano italiano († 1948)
- 27 marzo - Douglas Hartree, matematico e fisico inglese († 1958)
- 27 marzo - Effa Manley, dirigente sportiva statunitense († 1981)
- 27 marzo - Sig Slater, hockeista su ghiaccio canadese († 1969)
- 27 marzo - Francis S. Symondson, aviatore inglese († 1975)
- 28 marzo - Yusuke Hagihara, astronomo giapponese († 1979)
- 28 marzo - Sepp Herberger, calciatore e allenatore di calcio tedesco († 1977)
- 28 marzo - Gerardo Matos Rodríguez, musicista, compositore e giornalista uruguaiano († 1948)
- 28 marzo - Victor Mills, chimico e inventore statunitense († 1997)
- 28 marzo - Cesare Pressio Colonnese, politico italiano
- 28 marzo - Guido Ros, calciatore italiano
- 28 marzo - Jerzy Zabielski, schermidore polacco († 1958)
- 29 marzo - Eraldo Ilari, generale e aviatore italiano († 1972)
- 30 marzo - Raymond Borderie, produttore cinematografico francese († 1982)
- 30 marzo - Vito Antonio Di Cagno, imprenditore e politico italiano († 1977)
- 30 marzo - Martin Hindorff, velista svedese († 1969)
- 30 marzo - Robert Riskin, sceneggiatore, regista e produttore cinematografico statunitense († 1955)
- 30 marzo - Alfredo Soressi, pittore e architetto italiano († 1982)
- 30 marzo - Renato Zecchi, calciatore italiano
- 31 marzo - Alfréd Forbáth, architetto e urbanista ungherese († 1972)
- 31 marzo - Liala, scrittrice italiana († 1995)
- 31 marzo - Rosita Lojacono, pittrice italiana († 2001)
- 31 marzo - Werner Mummert, generale tedesco († 1950)
- 31 marzo - Bruna Tamaro Forlati, archeologa italiana († 1987)
- 31 marzo - Wolfgang Willrich, artista tedesco († 1948)

## Aprile(107)
- 1º aprile - Ugo Cassina, matematico italiano († 1964)
- 1º aprile - Benno Walter Gut, cardinale svizzero († 1970)
- 1º aprile - Ėduard Tissė, direttore della fotografia e regista sovietico († 1961)
- 2 aprile - Ferdinando Fulgenzio Pasini, vescovo cattolico e missionario italiano († 1985)
- 3 aprile - John Aalberg, ingegnere statunitense († 1984)
- 3 aprile - Luigi Polano, politico italiano († 1984)
- 4 aprile - Leo Fiederer, calciatore tedesco († 1946)
- 4 aprile - Pierre Fresnay, attore francese († 1975)
- 4 aprile - Dina Guerri-Manfredini, supercentenaria italiana († 2012)
- 5 aprile - Ottavio Abbati, politico, antifascista e pubblicista italiano († 1951)
- 5 aprile - Mario Capurro, calciatore italiano († 1956)
- 5 aprile - Frede Hansen, ginnasta danese († 1979)
- 5 aprile - Robert Mohr, poliziotto e militare tedesco († 1977)
- 6 aprile - Fritz Erpenbeck, scrittore e attore tedesco († 1975)
- 6 aprile - Jesús Piñero, politico portoricano († 1952)
- 7 aprile - Nicola Canino, vescovo cattolico italiano († 1962)
- 7 aprile - Richard Koll, generale tedesco († 1963)
- 7 aprile - Erich Löwenhardt, aviatore tedesco († 1918)
- 7 aprile - Mario Mantovani, anarchico, partigiano e pubblicista italiano († 1977)
- 8 aprile - Albert Bolly, ciclista su strada belga († 1958)
- 8 aprile - Giovanni Frignani, militare e partigiano italiano († 1944)
- 8 aprile - Herbert Lumsden, generale britannico († 1945)
- 9 aprile - Germano Benencase, compositore, musicista e direttore d'orchestra brasiliano († 1975)
- 9 aprile - Marjorie Rhodes, attrice britannica († 1979)
- 10 aprile - Bianca Ceva, critica letteraria e traduttrice italiana († 1982)
- 10 aprile - Nils Karlsson, calciatore svedese († 1968)
- 11 aprile - Giacomo Kern, presbitero austriaco († 1924)
- 11 aprile - Caspar Neher, scenografo e librettista tedesco († 1962)
- 11 aprile - Frank O'Connor, attore, regista e sceneggiatore statunitense († 1959)
- 11 aprile - Gianni Pavovich, violinista italiano († 1982)
- 12 aprile - Erpo von Bodenhausen, generale tedesco († 1945)
- 12 aprile - Maxine Brown, attrice statunitense († 1956)
- 12 aprile - Arduino Cerutti, politico e avvocato italiano († 1985)
- 13 aprile - Epifanij Akulov, presbitero e religioso russo († 1937)
- 13 aprile - Cesco Baseggio, attore italiano († 1971)
- 13 aprile - Dante Conti, operaio e antifascista italiano († 1979)
- 13 aprile - Werner Voss, aviatore tedesco († 1917)
- 14 aprile - Carina Ari, ballerina e coreografa svedese († 1970)
- 14 aprile - Edgardo Donato, violinista, compositore e direttore d'orchestra argentino († 1963)
- 14 aprile - Horace McCoy, scrittore e sceneggiatore statunitense († 1955)
- 14 aprile - Severino Taddei, calciatore, allenatore di calcio e dirigente sportivo italiano († 1956)
- 14 aprile - Fritz Thiele, ufficiale tedesco († 1944)
- 15 aprile - Wilhelm Fredemann, scrittore e pedagogo tedesco († 1984)
- 15 aprile - Silvio Negro, giornalista e saggista italiano († 1959)
- 15 aprile - Giorgio Parodi, aviatore, militare e imprenditore italiano († 1955)
- 16 aprile - Joseph Biondo, mafioso italiano († 1966)
- 16 aprile - Glubb Pascià, generale britannico († 1986)
- 16 aprile - Dary Holm, attrice tedesca († 1960)
- 16 aprile - Felice Mazzetti, militare e aviatore italiano († 1943)
- 16 aprile - Alois Šmolík, ingegnere aeronautico cecoslovacco († 1945)
- 17 aprile - Luigi Filosa, avvocato e politico italiano († 1981)
- 17 aprile - Bernhard Klosterkemper, generale tedesco († 1962)
- 17 aprile - Mario Magri, militare e partigiano italiano († 1944)
- 17 aprile - Nisargadatta Maharaj, filosofo indiano († 1981)
- 17 aprile - Daniel Rapant, storico e archivista slovacco († 1988)
- 17 aprile - Thornton Wilder, drammaturgo e scrittore statunitense († 1975)
- 18 aprile - Ralph Dawson, montatore, regista e sceneggiatore statunitense († 1962)
- 18 aprile - Ardito Desio, esploratore e geologo italiano († 2001)
- 18 aprile - Per-Erik Hedlund, fondista svedese († 1975)
- 18 aprile - Şövkət Məmmədova, soprano e insegnante azera († 1981)
- 18 aprile - Felice Trojani, ufficiale, ingegnere e esploratore italiano († 1971)
- 19 aprile - Jirōemon Kimura, supercentenario giapponese († 2013)
- 20 aprile - Bruno Mazzaggio, militare e politico italiano
- 20 aprile - Nerina Montagnani, attrice italiana († 1993)
- 20 aprile - Gregory Ratoff, attore, regista e sceneggiatore russo († 1960)
- 20 aprile - Gustave Roud, poeta svizzero († 1976)
- 21 aprile - Mariano Marcos, politico, avvocato e insegnante filippino († 1945)
- 21 aprile - Pietro Vassena, inventore e imprenditore italiano († 1967)
- 21 aprile - Aage Walther, ginnasta danese († 1961)
- 21 aprile - Ugo Zaniboni Ferino, generale e storico italiano († 1996)
- 22 aprile - Frands Faber, hockeista su prato danese († 1933)
- 22 aprile - Charles LeMaire, costumista statunitense († 1985)
- 23 aprile - Lucius Clay, generale statunitense († 1978)
- 23 aprile - Harold French, regista, sceneggiatore e attore inglese († 1997)
- 23 aprile - Giorgio Giorgis, militare italiano († 1941)
- 23 aprile - Folke Jansson, triplista svedese († 1975)
- 23 aprile - Lester Pearson, politico canadese († 1972)
- 23 aprile - Pixinguinha, compositore, arrangiatore e polistrumentista brasiliano († 1973)
- 24 aprile - Gaetano Grippi, calciatore italiano († 1936)
- 24 aprile - Michael Lippert, militare tedesco († 1969)
- 24 aprile - Benjamin Lee Whorf, linguista statunitense († 1941)
- 24 aprile - Manuel Ávila Camacho, politico e generale messicano († 1955)
- 25 aprile - Carlo Grabher, critico letterario e traduttore italiano († 1968)
- 25 aprile - Georg Heiß, calciatore austriaco († 1916)
- 25 aprile - Mary, principessa reale, nobile inglese († 1965)
- 25 aprile - Fletcher Pratt, scrittore statunitense († 1956)
- 26 aprile - Nitin Bose, regista, sceneggiatore e direttore della fotografia indiano († 1986)
- 26 aprile - Ol'ga Čechova, attrice, regista e produttrice cinematografica russo († 1980)
- 26 aprile - Eddie Eagan, pugile e bobbista statunitense († 1967)
- 26 aprile - André Higelin, ginnasta francese († 1981)
- 26 aprile - Alcide Pirazzi Maffiola, politico e partigiano italiano († 1965)
- 26 aprile - Douglas Sirk, regista tedesco († 1987)
- 27 aprile - Luciano Ricchetti, pittore italiano († 1977)
- 27 aprile - Pietro Trespidi, progettista e imprenditore italiano († 1976)
- 28 aprile - Felix Bernard, compositore e pianista statunitense († 1944)
- 28 aprile - Nino Valeri, storico italiano († 1978)
- 28 aprile - Ye Jianying, politico e generale cinese († 1986)
- 29 aprile - Charles Seel, attore statunitense († 1980)
- 29 aprile - Ivan Thys, calciatore belga († 1982)
- 29 aprile - Carlo Zanfrognini, pittore e restauratore italiano († 1976)
- 30 aprile - Dina Bélanger, religiosa canadese († 1929)
- 30 aprile - Anton Gino Domeneghini, produttore cinematografico e regista italiano († 1966)
- 30 aprile - Arturo Gramajo, bobbista argentino († 1957)
- 30 aprile - Johann Rattenhuber, poliziotto e generale tedesco († 1957)
- 30 aprile - Noel Madison, attore statunitense († 1975)
- 30 aprile - Léon Martin, ciclista su strada belga († 1956)
- 30 aprile - Humberto Mauro, regista, sceneggiatore e attore brasiliano († 1983)

## Maggio(125)
- 1º maggio - Georges Berger, ginnasta francese († 1952)
- 1º maggio - Eugen Bönsch, aviatore austro-ungarico († 1951)
- 1º maggio - Cesare Salvestroni, ufficiale italiano († 1945)
- 2 maggio - Johan Willem Beyen, politico olandese († 1976)
- 2 maggio - J. Fred Coots, compositore statunitense († 1985)
- 3 maggio - Marziano Bernardi, giornalista, saggista e scrittore italiano († 1977)
- 3 maggio - Thaulow Goberg, allenatore di calcio e calciatore norvegese († 1962)
- 3 maggio - Bruno Schweizer, linguista tedesco († 1958)
- 4 maggio - Remo Branca, incisore italiano († 1988)
- 4 maggio - Giovanna Caleffi, anarchica italiana († 1962)
- 4 maggio - Prenk Pervizi, generale albanese († 1977)
- 5 maggio - Kenneth Burke, filosofo e critico letterario statunitense († 1993)
- 5 maggio - Fiqri Dine, militare albanese († 1960)
- 5 maggio - Egidio Ebasko, antropologo, attore teatrale e regista teatrale italiano
- 5 maggio - George Nicholls Jr., montatore e regista statunitense († 1939)
- 5 maggio - Francesco Giacomo Tricomi, matematico italiano († 1978)
- 6 maggio - Harry d'Abbadie d'Arrast, regista e sceneggiatore francese († 1968)
- 6 maggio - Paul Alverdes, scrittore tedesco († 1979)
- 6 maggio - Friedrich-Wilhelm Bock, generale tedesco († 1978)
- 6 maggio - Gunnar Holmberg, calciatore svedese († 1975)
- 6 maggio - Emilia Mariottini, politica italiana († 1980)
- 6 maggio - Edmondo Todeschini, calciatore italiano
- 7 maggio - Walter Claus-Oehler, calciatore tedesco († 1941)
- 7 maggio - Arthur Hope, II barone Rankeillour, politico inglese († 1958)
- 8 maggio - Roscoe Hillenkoetter, ammiraglio statunitense († 1982)
- 8 maggio - Philip La Follette, politico statunitense († 1965)
- 8 maggio - Paul Mauch, calciatore tedesco († 1924)
- 8 maggio - José María Pemán, poeta, scrittore e drammaturgo spagnolo († 1981)
- 9 maggio - Robert Kinsey, tennista statunitense († 1964)
- 9 maggio - Ottorino Perrone, politico italiano († 1957)
- 10 maggio - Giovanni Battista Benedetti, magistrato italiano
- 10 maggio - Claudio Bincaz, calciatore, rugbista a 15 e velista argentino († 1980)
- 10 maggio - Henri Dulieux, schermidore francese († 1982)
- 10 maggio - Einar Gerhardsen, politico norvegese († 1987)
- 10 maggio - Margaret Mahler, psicoanalista ungherese († 1985)
- 11 maggio - Kurt Gerron, attore, regista e cantante tedesco († 1944)
- 12 maggio - Jules Matton, ciclista su strada belga († 1973)
- 12 maggio - Earle Nelson, serial killer statunitense († 1928)
- 12 maggio - Rio Nobile, attore tedesco († 1971)
- 12 maggio - Nikolaj Sokolov, calciatore sovietico († 1988)
- 13 maggio - Umberto Morra di Lavriano, scrittore e giornalista italiano († 1981)
- 14 maggio - Guido Alberti, calciatore italiano († 1918)
- 14 maggio - Sidney Bechet, sassofonista, clarinettista e compositore statunitense († 1959)
- 14 maggio - Hans Imelmann, aviatore tedesco († 1917)
- 14 maggio - Antonio Maria Nardi, pittore e illustratore italiano († 1973)
- 14 maggio - Roberto Oros di Bartini, ingegnere aeronautico italiano († 1974)
- 14 maggio - Edward Ricketts, biologo, ecologo e filosofo statunitense († 1948)
- 15 maggio - Henry Kaltenbrunn, ciclista su strada e pistard sudafricano († 1971)
- 15 maggio - Piero Mentasti, politico e partigiano italiano († 1958)
- 15 maggio - Wifredo Ricart, ingegnere spagnolo († 1974)
- 15 maggio - Rudolf Schwarz, architetto tedesco († 1961)
- 16 maggio - Émile Hamilius, politico e calciatore lussemburghese († 1971)
- 16 maggio - Margherita Kaiser Parodi, infermiera italiana († 1918)
- 16 maggio - Romeo Sartori, militare e aviatore italiano († 1933)
- 17 maggio - Mario Giambelli, sollevatore italiano
- 17 maggio - Odd Hassel, chimico norvegese († 1981)
- 17 maggio - Oswald Rothaug, giurista tedesco († 1967)
- 17 maggio - Malcolm St. Clair, regista, sceneggiatore e produttore cinematografico statunitense († 1952)
- 17 maggio - Dorothea Thiess, attrice tedesca († 1973)
- 18 maggio - Hubert Broad, aviatore e militare britannico († 1975)
- 18 maggio - Frank Capra, regista, sceneggiatore e produttore cinematografico italiano († 1991)
- 18 maggio - Edgar Colle, scacchista belga († 1932)
- 18 maggio - Corrado De Cenzo, attore italiano († 1942)
- 18 maggio - Rodrigo Gómez, banchiere, economista e politico messicano († 1970)
- 18 maggio - Henri Larnoe, calciatore belga († 1978)
- 18 maggio - Enrico Laviosa, calciatore e militare italiano († 1917)
- 19 maggio - Pierre Baruzy, francese († 1994)
- 19 maggio - Ettore Borgetti, calciatore italiano († 1986)
- 19 maggio - Everett Bradley, multiplista statunitense († 1969)
- 19 maggio - Enrico Grazi, politico italiano († 1953)
- 19 maggio - José Laiolo, calciatore argentino
- 19 maggio - Frank Luke, aviatore e ufficiale statunitense († 1918)
- 19 maggio - Enrico Mainardi, violoncellista e compositore italiano († 1976)
- 20 maggio - Camillo Berneri, filosofo, scrittore e anarchico italiano († 1937)
- 20 maggio - Diego Abad de Santillán, anarchico, scrittore e editore spagnolo († 1983)
- 20 maggio - Alma Lavenson, fotografa statunitense († 1989)
- 20 maggio - Malcolm Nokes, martellista e discobolo britannico († 1986)
- 20 maggio - Romolo Polacchini, ammiraglio italiano († 1968)
- 20 maggio - Bernardo Sartori, presbitero e missionario italiano († 1983)
- 21 maggio - Smaranda Brăescu, aviatrice romena († 1948)
- 21 maggio - Markus Feldmann, politico svizzero († 1958)
- 21 maggio - Ralston Paterson, radiologo e oncologo scozzese († 1981)
- 22 maggio - Julien Cnudde, calciatore belga
- 22 maggio - Marcelle Meyer, pianista francese († 1958)
- 22 maggio - Robert Neumann, letterato e scrittore austriaco († 1975)
- 22 maggio - Enrico Pezzi, aviatore e generale italiano († 1942)
- 22 maggio - Dick Sigmond, calciatore olandese († 1950)
- 23 maggio - Fausto Acke, ginnasta e discobolo italiano († 1967)
- 23 maggio - Vera Drudi, attrice italiana († 1995)
- 23 maggio - Enzo Emilio Galbiati, generale italiano († 1982)
- 23 maggio - Fred Guy, suonatore di banjo e chitarrista statunitense († 1971)
- 23 maggio - Alberto Hidalgo, poeta e scrittore peruviano († 1967)
- 24 maggio - Giovanni Armenise, imprenditore, dirigente d'azienda e politico italiano († 1953)
- 24 maggio - Rodolfo Marán, calciatore uruguaiano († 1983)
- 25 maggio - Heinrich Klüver, psicologo tedesco († 1979)
- 25 maggio - Arthur Loft, attore statunitense († 1947)
- 25 maggio - Ivo Lollini, militare italiano († 1918)
- 25 maggio - Gene Tunney, pugile statunitense († 1978)
- 26 maggio - Orazio Condorelli, giurista e politico italiano († 1969)
- 26 maggio - Marcus Melchior, rabbino danese († 1969)
- 27 maggio - John Douglas Cockcroft, fisico britannico († 1967)
- 27 maggio - Henrique Golland Trindade, arcivescovo cattolico brasiliano († 1974)
- 27 maggio - Karl Höger, allenatore di calcio e calciatore tedesco († 1975)
- 27 maggio - Vilhelm Jørgensen, calciatore danese († 1967)
- 27 maggio - Adolf Portmann, zoologo, biologo e filosofo svizzero († 1982)
- 27 maggio - Rolf Scherenberg, generale tedesco († 1961)
- 28 maggio - Umberto Calvello, aviatore italiano († 1919)
- 28 maggio - Dai Li, criminale di guerra e politico cinese († 1946)
- 28 maggio - Fred Tunstall, calciatore e allenatore di calcio inglese († 1971)
- 29 maggio - Ugo Angelilli, politico italiano († 1975)
- 29 maggio - Frederick Hugh Herbert, commediografo, sceneggiatore e scrittore austriaco († 1958)
- 29 maggio - Jos Koetz, calciatore lussemburghese († 1976)
- 29 maggio - Erich Wolfgang Korngold, compositore austriaco († 1957)
- 29 maggio - Zhou Fohai, politico cinese († 1948)
- 30 maggio - Raffaele Ciferri, botanico e micologo italiano († 1964)
- 30 maggio - Guascone Guasconi, militare e aviatore italiano († 1932)
- 30 maggio - Tom Malloy, direttore della fotografia, montatore e sceneggiatore statunitense († 1973)
- 30 maggio - Milada Skrbková, tennista ceca († 1935)
- 30 maggio - Ferdinand Wesely, calciatore austriaco († 1949)
- 31 maggio - Arnold Bögli, lottatore svizzero
- 31 maggio - Giuseppe Corsini, politico italiano († 1983)
- 31 maggio - Piero Fornara, pediatra e politico italiano († 1975)
- 31 maggio - Margalo Gillmore, attrice britannica († 1986)
- 31 maggio - Giuseppe Marini, aviatore e generale italiano († 1974)
- 31 maggio - Rudolf von Scheliha, militare e diplomatico tedesco († 1942)

## Giugno(108)
- 1º giugno - Pavel Ivanovič Batov, generale e politico sovietico († 1985)
- 1º giugno - Elias Bickerman, storico e grecista moldavo († 1981)
- 1º giugno - Erik Bohlin, ciclista su strada svedese († 1977)
- 1º giugno - Benjamín Delgado, calciatore argentino
- 1º giugno - Alfredo Garasini, calciatore argentino († 1950)
- 1º giugno - Bengt Morberg, ginnasta svedese († 1968)
- 1º giugno - Yang Zhongjian, paleontologo cinese († 1979)
- 2 giugno - Carlo Parri, pittore italiano († 1969)
- 2 giugno - Paul Schmiedlin, calciatore svizzero († 1981)
- 3 giugno - Franco Ballarini, saggista, economista e dirigente d'azienda italiano († 1975)
- 3 giugno - Giorgio Canuto, esperantista italiano († 1960)
- 3 giugno - John Slessor, generale e aviatore britannico († 1979)
- 3 giugno - Zelindo Ciro Martignoni, politico italiano († 1973)
- 3 giugno - Memphis Minnie, cantante e musicista statunitense († 1973)
- 3 giugno - Yasujirō Shimazu, regista giapponese († 1945)
- 3 giugno - Corrado Zambelli, basso italiano († 1974)
- 4 giugno - Osvaldo Salamina, calciatore italiano († 1978)
- 5 giugno - Charles Hartshorne, filosofo statunitense († 2000)
- 5 giugno - Nikolaj Kutuzov, attore sovietico († 1981)
- 5 giugno - Ramón Peón, regista e attore cubano († 1971)
- 5 giugno - Francesco Salamone, architetto e ingegnere italiano († 1959)
- 6 giugno - Armando Bellolio, calciatore e allenatore di calcio italiano († 1969)
- 6 giugno - Shimon Fritz Bodenheimer, entomologo e zoologo israeliano († 1959)
- 6 giugno - Joel Rinne, attore finlandese († 1981)
- 7 giugno - Kirill Afanas'evič Mereckov, generale e politico sovietico († 1968)
- 7 giugno - George Szell, direttore d'orchestra e compositore ungherese († 1970)
- 7 giugno - Gábor von Vaszary, scrittore e sceneggiatore ungherese († 1985)
- 8 giugno - John Godolphin Bennett, matematico e ingegnere britannico († 1974)
- 8 giugno - Domien Jacob, ginnasta belga († 1984)
- 8 giugno - Francesca Saverio Savona, religiosa italiana († 1950)
- 9 giugno - Raniero Alliata di Pietratagliata, nobile, esoterista e entomologo italiano († 1979)
- 9 giugno - Sylvia Breamer, attrice australiana († 1964)
- 9 giugno - Kees Pijl, calciatore e allenatore di calcio olandese († 1973)
- 10 giugno - Henry Hintermeister, pittore e illustratore statunitense († 1970)
- 10 giugno - Frederick Jagel, tenore statunitense († 1982)
- 10 giugno - Tat'jana Nikolaevna Romanova, nobile e santa russa († 1918)
- 10 giugno - Iginio Sciacchitano, biologo italiano († 1968)
- 11 giugno - Vic Beaman, pallanuotista britannico († 1970)
- 11 giugno - Gösta Åkerlöf, chimico svedese († 1966)
- 12 giugno - Percy Bryant, bobbista statunitense († 1960)
- 12 giugno - Lucy Bryce, medico e ematologa australiana († 1968)
- 12 giugno - Anthony Eden, politico, militare e nobile britannico († 1977)
- 12 giugno - Léon Goossens, oboista britannico († 1988)
- 12 giugno - Walter Peterhans, fotografo e insegnante tedesco († 1960)
- 12 giugno - Colin Campbell Sanborn, zoologo statunitense († 1962)
- 12 giugno - Taira Shinken, artista marziale giapponese († 1970)
- 12 giugno - Giuseppe Spataro, politico e dirigente d'azienda italiano († 1979)
- 12 giugno - Alexandre Tansman, compositore polacco († 1986)
- 12 giugno - Mary Cambridge, nobile inglese († 1987)
- 13 giugno - Paavo Nurmi, mezzofondista e siepista finlandese († 1973)
- 13 giugno - Giuseppe Vittorio Ugo, architetto, ingegnere e scenografo italiano († 1987)
- 14 giugno - Valentina Zambra, medica e chirurga italiana († 1984)
- 15 giugno - Mary Ellis, attrice e cantante lirica statunitense († 2003)
- 15 giugno - Antonio Riberi, cardinale e arcivescovo cattolico italiano († 1967)
- 15 giugno - Carlo Scorza, politico, giornalista e generale italiano († 1988)
- 16 giugno - Ber Groosjohan, calciatore olandese († 1971)
- 16 giugno - Elaine Hammerstein, attrice statunitense († 1948)
- 16 giugno - Georg Wittig, chimico tedesco († 1987)
- 17 giugno - Eedson Burns, generale canadese († 1985)
- 17 giugno - David Oliver Cauldwell, sessuologo statunitense († 1959)
- 17 giugno - Alberto Folchi, politico italiano († 1977)
- 17 giugno - Ferdinando Mandrini, ginnasta italiano († 1980)
- 17 giugno - Giuseppe Mastromattei, prefetto italiano († 1986)
- 17 giugno - Umberto Melnati, attore italiano († 1979)
- 17 giugno - Antenore Reali, baritono italiano († 1960)
- 17 giugno - Menina Izildinha, portoghese († 1911)
- 18 giugno - Martti Marttelin, maratoneta finlandese († 1940)
- 19 giugno - Ennio Barberini, politico e militare italiano († 1979)
- 19 giugno - Hans Baur, generale tedesco († 1993)
- 19 giugno - Cyril Norman Hinshelwood, chimico britannico († 1967)
- 19 giugno - Moe Howard, attore e comico statunitense († 1975)
- 20 giugno - Donald Keyhoe, ufologo e aviatore statunitense († 1988)
- 20 giugno - Charlie Mathys, giocatore di football americano statunitense († 1983)
- 20 giugno - Harold Frederick Pitcairn, aviatore e inventore statunitense († 1960)
- 20 giugno - Rodolfo Salvagiani, partigiano e politico italiano († 1979)
- 21 giugno - Franziska zu Hohenlohe-Waldenburg-Schillingsfürst, principessa tedesca († 1989)
- 21 giugno - Rina Massardi, cantante, attrice e regista italiana († 1979)
- 21 giugno - Jurij Kondratjuk, ingegnere e matematico sovietico († 1942)
- 22 giugno - Edmund A. Chester, direttore artistico e giornalista statunitense († 1973)
- 22 giugno - Norbert Elias, sociologo tedesco († 1990)
- 22 giugno - Vincent Korda, scenografo ungherese († 1979)
- 22 giugno - Bülbül, tenore e musicologo sovietico († 1961)
- 22 giugno - Mario Montagnana, politico, sindacalista e giornalista italiano († 1960)
- 22 giugno - Giovanni Moscardini, calciatore scozzese († 1985)
- 22 giugno - Albert Renger-Patzsch, fotografo tedesco († 1966)
- 23 giugno - Boris Kroyt, violista e violinista ucraino († 1969)
- 23 giugno - Terig Tucci, compositore, violinista e pianista argentino († 1973)
- 23 giugno - Winifred Wagner, britannica († 1980)
- 24 giugno - Francesco Babuscio Rizzo, ufficiale e diplomatico italiano († 1983)
- 24 giugno - Jan Koutný, ginnasta cecoslovacco († 1976)
- 24 giugno - Alf Lagesen, calciatore norvegese († 1973)
- 24 giugno - Helge Rosvænge, tenore danese († 1972)
- 25 giugno - Il'ja Grigor'evič Ioff, medico russo († 1953)
- 26 giugno - Luigi Abbiati, politico, antifascista e partigiano italiano († 1944)
- 26 giugno - Viola Dana, attrice statunitense († 1987)
- 26 giugno - C.R. Julian, calciatore inglese († 1955)
- 26 giugno - Lois Meredith, attrice statunitense († 1967)
- 27 giugno - Andreas Franz, calciatore tedesco († 1970)
- 27 giugno - Tony Sbarbaro, compositore statunitense († 1969)
- 27 giugno - Vladimir Sergeevič Vachmistrov, ingegnere aeronautico sovietico († 1972)
- 28 giugno - Mary Anderson, attrice statunitense († 1986)
- 28 giugno - Graves Erskine, generale statunitense († 1973)
- 28 giugno - Bruto Puccetti, politico italiano († 1973)
- 28 giugno - Robert Emmett Tansey, attore, sceneggiatore e regista statunitense († 1951)
- 29 giugno - Willem Cobben, vescovo cattolico olandese († 1985)
- 29 giugno - Frederick George Mann, chimico britannico († 1982)
- 30 giugno - Mezzi Andreossi, hockeista su ghiaccio svizzero († 1958)
- 30 giugno - Sylvia Shaw Judson, scultrice statunitense († 1978)

## Luglio(102)
- 1º luglio - Adriano Grande, poeta e pittore italiano († 1972)
- 1º luglio - Charles Mulder, bobbista e hockeista su ghiaccio belga († 1953)
- 1º luglio - Bert Schneider, pugile canadese († 1986)
- 2 luglio - Ulderico Fabbri, scultore italiano († 1970)
- 3 luglio - Jesse Douglas, matematico statunitense († 1965)
- 3 luglio - Heliodor Píka, antifascista e generale cecoslovacco († 1949)
- 3 luglio - Charles Tillon, partigiano, politico e saggista francese († 1993)
- 4 luglio - Costică Acsinte, fotografo rumeno († 1987)
- 4 luglio - Tullio Zanardi, calciatore italiano
- 4 luglio - Cornelis van Eesteren, architetto e urbanista olandese († 1988)
- 5 luglio - Paul Ben-Haim, compositore israeliano († 1984)
- 5 luglio - Åke Häger, ginnasta svedese († 1968)
- 5 luglio - Francesco Lanza, scrittore italiano († 1933)
- 5 luglio - Anna McGowan, statunitense († 1990)
- 5 luglio - Salvatore Toscano, militare e marinaio italiano († 1941)
- 5 luglio - Sophie Wyss, soprano svizzero († 1983)
- 6 luglio - Frans Dogaer, calciatore belga († 1926)
- 6 luglio - Maximilian von Edelsheim, generale tedesco († 1994)
- 6 luglio - Richard Krautheimer, storico dell'arte e storico dell'architettura tedesco († 1994)
- 6 luglio - Isaías Medina Angarita, generale e politico venezuelano († 1953)
- 7 luglio - Lampião, brigante brasiliano († 1938)
- 7 luglio - Giuseppe Girani, calciatore e allenatore di calcio italiano († 1951)
- 7 luglio - Bjarne Johnsen, dirigente sportivo e calciatore norvegese († 1982)
- 7 luglio - Michail Prokof'evič Kovalëv, generale sovietico († 1967)
- 7 luglio - Anna Luther, attrice statunitense († 1963)
- 7 luglio - Giuseppe Novello, pittore e illustratore italiano († 1988)
- 7 luglio - Nelson Russell, militare britannico († 1971)
- 7 luglio - Erminio Spalla, pugile e attore italiano († 1971)
- 8 luglio - Alessandro Gerini, politico italiano († 1990)
- 8 luglio - Piero Gilli, calciatore italiano († 1967)
- 8 luglio - Isabelino Gradín, velocista e calciatore uruguaiano († 1944)
- 8 luglio - Austin Bradford Hill, epidemiologo e statistico britannico († 1991)
- 8 luglio - Tarcisio Robbiati, anarchico, antifascista e partigiano italiano († 1952)
- 9 luglio - Jacques Millot, aracnologo francese († 1980)
- 9 luglio - Albert Coady Wedemeyer, generale statunitense († 1989)
- 9 luglio - Friedrich Wimmer, generale, avvocato e archeologo austriaco († 1965)
- 10 luglio - Manlio Brosio, politico e diplomatico italiano († 1980)
- 10 luglio - Jack Diamond, mafioso statunitense († 1931)
- 10 luglio - Edwin Graves, canottiere statunitense († 1986)
- 10 luglio - Alessandro Paoli, militare italiano († 1936)
- 10 luglio - Karl Plagge, militare tedesco († 1957)
- 10 luglio - Pio Umberto Pontremoli, dirigente d'azienda, imprenditore e ingegnere italiano († 1974)
- 10 luglio - John Gilbert, attore statunitense († 1936)
- 10 luglio - Secondo Talamazzini, calciatore e allenatore di calcio italiano
- 11 luglio - Mario Crosta, imprenditore e dirigente d'azienda italiano († 1974)
- 12 luglio - Werner Friebe, generale tedesco († 1962)
- 12 luglio - Antoine Parachini, calciatore francese († 1963)
- 12 luglio - Orsola Rivata, religiosa italiana († 1987)
- 13 luglio - Jewel Carmen, attrice statunitense († 1984)
- 14 luglio - Gino Baldassari, politico italiano († 1989)
- 14 luglio - Plaek Phibunsongkhram, generale e politico thailandese († 1964)
- 15 luglio - Anselmo Ballester, pittore e illustratore italiano († 1974)
- 15 luglio - Arne Jørgensen, ginnasta danese († 1989)
- 15 luglio - Ferdinando Rebecchi, calciatore italiano
- 15 luglio - Alois Rodlauer, aviatore austro-ungarico († 1975)
- 15 luglio - Viktor Weißenbacher, calciatore tedesco († 1956)
- 16 luglio - Enoch Peserico, fisiologo, cardiologo e politico italiano († 1978)
- 17 luglio - Aline van Barentzen, pianista statunitense († 1981)
- 17 luglio - Giulia Guarino, architetto italiano († 1985)
- 17 luglio - Max Knoll, ingegnere e inventore tedesco († 1969)
- 17 luglio - Aaro Pajari, generale finlandese († 1949)
- 17 luglio - Mario Toselli, calciatore e allenatore di calcio italiano († 1977)
- 18 luglio - Monty Banks, attore, regista e produttore cinematografico italiano († 1950)
- 18 luglio - Ernest Eldridge, pilota automobilistico britannico († 1937)
- 18 luglio - Michele Fragali, giurista e magistrato italiano († 1980)
- 18 luglio - Federico Martinengo, ammiraglio e aviatore italiano († 1943)
- 18 luglio - Ján Čajak il giovane, scrittore e giornalista slovacco († 1982)
- 19 luglio - Giacomo Devoto, glottologo e linguista italiano († 1974)
- 19 luglio - Carlo Ravasio, politico, poeta e giornalista italiano († 1979)
- 19 luglio - Yi Zuolin, linguista, educatore e filantropo cinese († 1945)
- 20 luglio - Werner Peiner, pittore tedesco († 1984)
- 20 luglio - Tadeusz Reichstein, biochimico polacco († 1996)
- 21 luglio - Edmund Heines, militare e politico tedesco († 1934)
- 21 luglio - Vasilij Danilovič Sokolovskij, generale e politico sovietico († 1968)
- 22 luglio - Maurice Beaudier, calciatore francese († 1932)
- 22 luglio - Francesco Morando, calciatore italiano († 1980)
- 22 luglio - Willy Schwabacher, numismatico tedesco († 1972)
- 23 luglio - Stuart Cloete, scrittore, saggista e biografo sudafricano († 1976)
- 24 luglio - Alberto Francesco d'Asburgo-Teschen, nobile († 1955)
- 24 luglio - Amelia Earhart, aviatrice statunitense
- 24 luglio - Enzo Petito, attore italiano († 1967)
- 25 luglio - Gösta Bengtsson, velista svedese († 1984)
- 25 luglio - André Muffang, scacchista francese († 1989)
- 25 luglio - Yun Sim-deok, cantante coreana († 1926)
- 26 luglio - Paul Gallico, scrittore, giornalista e biografo statunitense († 1976)
- 26 luglio - Jakob Gapp, presbitero austriaco († 1943)
- 26 luglio - Karo Halabyan, architetto e politico sovietico († 1959)
- 27 luglio - Adolfo Baloncieri, allenatore di calcio e calciatore italiano († 1986)
- 27 luglio - Bernard Coyne, statunitense († 1921)
- 27 luglio - Otto Kanturek, direttore della fotografia e regista austriaco († 1941)
- 27 luglio - Biz Mackey, giocatore di baseball statunitense († 1965)
- 27 luglio - Nikolaj Nikolaevič Poppe, linguista sovietico († 1991)
- 27 luglio - Boris Poslavskij, attore sovietico († 1951)
- 28 luglio - Ugo D'Orsi, animatore italiano († 1964)
- 28 luglio - Charley Finn, pallanuotista statunitense († 1974)
- 28 luglio - Henryk Reyman, calciatore polacco († 1963)
- 29 luglio - Neil Ritchie, generale inglese († 1983)
- 29 luglio - Giovanni Romagnoli, militare italiano († 1929)
- 29 luglio - Franz Rudorfer, aviatore austro-ungarico († 1919)
- 29 luglio - Eric Sundblad, velocista svedese († 1983)
- 31 luglio - Gottfried Bermann Fischer, editore e medico tedesco († 1995)
- 31 luglio - Mária Szánthó, artista ungherese († 1998)

## Agosto(107)
- 1º agosto - Lya Mara, ballerina lettone († 1960)
- 1º agosto - Héctor Méndez, pugile argentino († 1977)
- 2 agosto - Ada Bruges, cantante italiana († 1974)
- 2 agosto - Agostino Casati, partigiano e politico italiano († 1973)
- 2 agosto - Karl Otto Koch, militare tedesco († 1945)
- 2 agosto - Riccardo Pampuri, religioso e medico italiano († 1930)
- 2 agosto - James Parrott, regista, attore e sceneggiatore statunitense († 1939)
- 2 agosto - Philippe Soupault, scrittore e saggista francese († 1990)
- 2 agosto - Max Weber, politico svizzero († 1974)
- 3 agosto - Francesco Battista, militare italiano († 1936)
- 3 agosto - Franco Brenni, avvocato, notaio e ambasciatore svizzero († 1963)
- 3 agosto - Domingo Careaga, calciatore spagnolo († 1947)
- 3 agosto - Gabriel Acacius Coussa, cardinale e arcivescovo cattolico siriano († 1962)
- 3 agosto - Johánnes Gunnarsson, vescovo cattolico islandese († 1972)
- 4 agosto - Emilio Badini, calciatore argentino († 1956)
- 4 agosto - Joseph Calleia, attore statunitense († 1975)
- 4 agosto - Adolf Heusinger, generale tedesco († 1982)
- 4 agosto - Anbara Salam Khalidi, traduttrice, scrittrice e attivista libanese († 1986)
- 5 agosto - Piero Bargellini, scrittore, politico e dirigente pubblico italiano († 1980)
- 5 agosto - Wiard Ihnen, scenografo statunitense († 1979)
- 5 agosto - Joan Beauchamp Procter, zoologa britannica († 1931)
- 5 agosto - Giovanni Ticozzi, partigiano italiano († 1958)
- 6 agosto - Dimitrie Onofrei, tenore rumeno († 1991)
- 6 agosto - Bonifacio Zuppini, calciatore italiano († 1927)
- 6 agosto - Uno Ahren, architetto e urbanista svedese († 1977)
- 7 agosto - Mario Roghi, calciatore italiano († 1928)
- 7 agosto - Lenny Sachs, allenatore di pallacanestro e giocatore di football americano statunitense († 1942)
- 7 agosto - Carl Wery, attore tedesco († 1975)
- 8 agosto - Alfio Berretta, giornalista, scrittore e commediografo italiano († 1977)
- 8 agosto - Rashel Novikoff, attrice statunitense († 1980)
- 9 agosto - Nikolaj Ivanovič Lebedev, regista cinematografico sovietico († 1989)
- 9 agosto - Noël-Noël, attore francese († 1989)
- 9 agosto - Ibrahim IV di Kelantan, sovrano malese († 1960)
- 10 agosto - Erich Boehringer, archeologo e numismatico tedesco († 1971)
- 10 agosto - Edward Gourdin, lunghista statunitense († 1966)
- 10 agosto - Nicola di Oldenburg, politico tedesco († 1970)
- 10 agosto - Diego Pettinelli, pittore, decoratore e incisore italiano († 1989)
- 10 agosto - Biagio Augusto Zaffiri, militare italiano († 1968)
- 11 agosto - Enid Blyton, scrittrice britannica († 1968)
- 11 agosto - Louise Bogan, poetessa e critica letteraria statunitense († 1970)
- 11 agosto - Käte Haack, attrice tedesca († 1986)
- 11 agosto - Mauro Reggiani, pittore italiano († 1980)
- 12 agosto - Julius von Bernuth, generale tedesco († 1942)
- 12 agosto - Antonio Franzil, carpentiere e funzionario italiano († 1979)
- 12 agosto - Luigi Gilardi, ciclista su strada e pistard italiano († 1987)
- 12 agosto - Carlo Solveni, bobbista italiano († 1983)
- 12 agosto - Otto Struve, astronomo russo († 1963)
- 12 agosto - Sergej Taborickij, giornalista russo († 1980)
- 13 agosto - William Gott, generale britannico († 1942)
- 14 agosto - Benedetta Cappa, pittrice, scenografa e scrittrice italiana († 1977)
- 14 agosto - Angelo Ferrari, attore italiano († 1945)
- 14 agosto - József Fogl, calciatore ungherese († 1971)
- 14 agosto - Erminio Marcias, militare italiano († 1917)
- 14 agosto - Leopold Nitsch, allenatore di calcio e calciatore austriaco († 1977)
- 16 agosto - Wilhelm Gerard Burgers, chimico e fisico olandese († 1988)
- 16 agosto - Cynthia Hamilton, nobildonna britannica († 1972)
- 16 agosto - Moncho Gil, calciatore spagnolo († 1965)
- 17 agosto - Salvatore Allegra, compositore e direttore d'orchestra italiano († 1993)
- 17 agosto - Paul Bloch, calciatore francese († 1962)
- 17 agosto - Erik Charpentier, ginnasta e altista svedese († 1978)
- 17 agosto - María Crescencia Pérez, religiosa argentina († 1932)
- 17 agosto - Luigi Signorini Corsi, avvocato e collezionista d'arte italiano († 1967)
- 18 agosto - Carlo Savonuzzi, ingegnere italiano († 1973)
- 19 agosto - Giuseppe Bonini, mezzofondista e velocista italiano
- 19 agosto - Robert Corey, biochimico statunitense († 1971)
- 19 agosto - Howard Rosario Marraro, storico italiano († 1972)
- 19 agosto - Peter Högl, militare e poliziotto tedesco († 1945)
- 19 agosto - Roman Vishniac, biologo e fotografo russo († 1990)
- 20 agosto - Ernst-Günther Baade, generale tedesco († 1945)
- 20 agosto - Marguerite Courtot, attrice statunitense († 1986)
- 20 agosto - Bernard H. Hyman, produttore cinematografico statunitense († 1942)
- 20 agosto - Tarjei Vesaas, scrittore norvegese († 1970)
- 21 agosto - Kōsaku Aruga, ammiraglio giapponese († 1945)
- 21 agosto - Carlo Del Prete, militare e aviatore italiano († 1928)
- 21 agosto - Constance McLaughlin Green, storica statunitense († 1975)
- 21 agosto - Péter Pan, militare austro-ungarico († 1918)
- 22 agosto - Elisabeth Bergner, attrice tedesca († 1986)
- 22 agosto - Nino Corrado Corazza, pittore italiano († 1975)
- 22 agosto - Iginio Kofler, calciatore, dirigente sportivo e imprenditore italiano († 1983)
- 23 agosto - Nikolaj Grigor'evič Špikovskij, regista cinematografico ucraino († 1977)
- 24 agosto - Gertrude Bambrick, attrice e coreografa statunitense († 1974)
- 24 agosto - Boris Kaufman, direttore della fotografia russo († 1980)
- 24 agosto - Achille Stuani, politico italiano († 1976)
- 25 agosto - Angelo Marchi, architetto e ingegnere italiano († 1963)
- 25 agosto - Ernesto Rossi, politico, giornalista e antifascista italiano († 1967)
- 26 agosto - Massimiliano Custoza, militare italiano († 1942)
- 26 agosto - Yun Bo-seon, politico sudcoreano († 1990)
- 27 agosto - Mario Lertora, ginnasta italiano († 1939)
- 28 agosto - Morris Ankrum, attore statunitense († 1964)
- 28 agosto - Edgardo Cortese, militare italiano († 1918)
- 28 agosto - Inácio João Dal Monte, vescovo cattolico brasiliano († 1963)
- 28 agosto - Gretchen Hartman, attrice statunitense († 1979)
- 28 agosto - Emil Perška, calciatore jugoslavo († 1945)
- 28 agosto - Albert Ray, attore, regista e sceneggiatore statunitense († 1944)
- 28 agosto - Richard Seuss, militare tedesco († 1963)
- 28 agosto - Louis Wirth, sociologo tedesco († 1952)
- 29 agosto - Victor Bourgeois, architetto e urbanista belga († 1962)
- 29 agosto - Pietro Colombati, dirigente sportivo, allenatore di calcio e arbitro di calcio italiano († 1980)
- 29 agosto - Frank Lackteen, attore statunitense († 1968)
- 29 agosto - Gyula Lelovics, allenatore di calcio ungherese († 1978)
- 29 agosto - Martino Martini, politico italiano († 1958)
- 29 agosto - Friedrich-Wilhelm Müller, generale tedesco († 1947)
- 29 agosto - Paul Schneider, religioso tedesco († 1939)
- 29 agosto - Claudio Cesare Secchi, critico letterario, scrittore e latinista italiano († 1981)
- 31 agosto - Otto Dietrich, politico, giornalista e scrittore tedesco († 1952)
- 31 agosto - Silverio Izaguirre, calciatore spagnolo († 1935)
- 31 agosto - Fredric March, attore statunitense († 1975)

## Settembre(102)
- 1º settembre - Egidio Feruglio, esploratore, naturalista e geologo italiano († 1954)
- 1º settembre - Emy Machnow, nuotatrice svedese († 1974)
- 3 settembre - Antonio Conti, avvocato e commediografo italiano († 1968)
- 3 settembre - John Dubouchet, calciatore svizzero († 1934)
- 3 settembre - Francisco Paulo Mignone, compositore, pianista e direttore d'orchestra brasiliano († 1986)
- 3 settembre - Gennadij Mičurin, attore sovietico († 1970)
- 3 settembre - Cecil Parker, attore britannico († 1971)
- 3 settembre - David Rubinoff, violinista russo († 1986)
- 4 settembre - Emil Boyson, scrittore, poeta e traduttore norvegese († 1979)
- 4 settembre - Rosita Levi Pisetzky, storica italiana († 1985)
- 5 settembre - Charles K. Bliss, ingegnere chimico e semiologo ucraino († 1985)
- 5 settembre - Morris Carnovsky, attore statunitense († 1992)
- 5 settembre - Merle Curti, storico statunitense († 1996)
- 5 settembre - Xavier Eluère, pugile francese († 1967)
- 5 settembre - Doris Kenyon, attrice statunitense († 1979)
- 5 settembre - Arthur C. Nielsen, ingegnere statunitense († 1980)
- 5 settembre - Giulio Rosso, pittore, decoratore e illustratore italiano († 1976)
- 5 settembre - Elena Sangro, attrice italiana († 1969)
- 5 settembre - Johann de Boer, generale tedesco († 1986)
- 6 settembre - Sandy Archibald, calciatore e allenatore di calcio scozzese († 1946)
- 6 settembre - Emilio Bonato, calciatore italiano († 1982)
- 6 settembre - Stan Earle, calciatore inglese († 1971)
- 6 settembre - Tom Florie, calciatore statunitense († 1966)
- 6 settembre - Jack King, pistard australiano († 1983)
- 6 settembre - Hinnerk Scheper, fotografo, urbanista e designer tedesco († 1957)
- 6 settembre - Clemente Vismara, presbitero e missionario italiano († 1988)
- 7 settembre - Herbert A.E. Böhme, attore e doppiatore tedesco († 1984)
- 7 settembre - Gustavo Sanvenero Rosselli, medico italiano († 1974)
- 8 settembre - Wilfred Bion, psicoanalista britannico († 1979)
- 8 settembre - Juan Natalicio González Paredes, politico paraguaiano († 1966)
- 8 settembre - Jimmie Rodgers, cantante statunitense († 1933)
- 9 settembre - Antonio Atti, politico italiano
- 9 settembre - Muriel Freeman, schermitrice britannica († 1980)
- 9 settembre - Guglielmo Grandjacquet, aviatore e ufficiale italiano († 1940)
- 10 settembre - Georges Bataille, scrittore, antropologo e filosofo francese († 1962)
- 10 settembre - Marcel Buré, calciatore francese († 1958)
- 10 settembre - Hilde Hildebrand, attrice, cantante e ballerina tedesca († 1976)
- 10 settembre - Edith Jacobson, psicoanalista statunitense († 1982)
- 10 settembre - Otto Strasser, politico tedesco († 1974)
- 11 settembre - Sándor Fröhlich, calciatore ungherese († 1982)
- 12 settembre - Urbano Federighi, matematico italiano († 1974)
- 12 settembre - Irène Joliot-Curie, chimica e fisica francese († 1956)
- 12 settembre - Virgilio Simonetti, pittore italiano († 1982)
- 12 settembre - Albert Wyckmans, ciclista su strada belga († 1995)
- 13 settembre - Armand Feralli, calciatore svizzero († 1976)
- 13 settembre - Bartolomeo Gallo, ingegnere italiano († 1970)
- 13 settembre - Erich Schmidt, archeologo tedesco († 1964)
- 14 settembre - Karl Compton, fisico statunitense († 1954)
- 14 settembre - Pierre Fernandez Diaz, imprenditore greco († 1943)
- 14 settembre - Theodor Adrian von Renteln, politico tedesco († 1946)
- 15 settembre - Kurt Daluege, generale, poliziotto e criminale di guerra tedesco († 1946)
- 15 settembre - Paul Schöffler, baritono tedesco († 1977)
- 16 settembre - Battling Siki, pugile francese († 1925)
- 16 settembre - Adolf Burger, calciatore cecoslovacco († 1951)
- 16 settembre - Wacław Kuchar, calciatore polacco († 1981)
- 16 settembre - Paul Neuhuys, poeta belga († 1984)
- 17 settembre - Duncan Mansfield, montatore statunitense († 1971)
- 17 settembre - Jiří Mareš, calciatore cecoslovacco († 1934)
- 17 settembre - Rudolf Ramseyer, calciatore svizzero († 1943)
- 18 settembre - Gian Maria Lepscky, pittore italiano († 1965)
- 18 settembre - John Spencer-Churchill, X duca di Marlborough, nobile britannico († 1972)
- 18 settembre - Dragutin Vragović, calciatore jugoslavo († 1973)
- 19 settembre - Giovanni Galati, ammiraglio italiano († 1971)
- 19 settembre - Vincenzo Serrentino, prefetto italiano († 1947)
- 20 settembre - Arturo Barea, scrittore, saggista e giornalista spagnolo († 1957)
- 20 settembre - Humberto de Alencar Castelo Branco, generale e politico brasiliano († 1967)
- 20 settembre - Jefim Golyscheff, pittore, compositore e musicista ucraino († 1970)
- 20 settembre - Kermit Maynard, attore statunitense († 1971)
- 21 settembre - Félix Fernández García, attore e doppiatore spagnolo († 1966)
- 21 settembre - Cesare Musatti, psicologo, psicoanalista e filosofo italiano († 1989)
- 21 settembre - Einar Sissener, attore e regista norvegese († 1968)
- 22 settembre - Mevhibe Inönü, turca († 1992)
- 22 settembre - Mario Rubinato, calciatore italiano († 1957)
- 22 settembre - Kalle Westerlund, lottatore finlandese († 1972)
- 23 settembre - Enrico Carzino, calciatore italiano († 1965)
- 23 settembre - Paul Delvaux, pittore belga († 1994)
- 23 settembre - Henry Johansson, hockeista su ghiaccio svedese († 1979)
- 23 settembre - Georges Ory, giornalista e saggista francese († 1983)
- 23 settembre - Walter Pidgeon, attore canadese († 1984)
- 24 settembre - Giuseppe Imperiale, politico italiano († 1964)
- 24 settembre - Appie van Olst, pallanuotista olandese († 1964)
- 24 settembre - Gino Rovere, imprenditore, dirigente sportivo e pilota automobilistico italiano († 1964)
- 24 settembre - Lorenzo Spallino, politico italiano († 1962)
- 25 settembre - Otto Christian Archibald von Bismarck, nobile, diplomatico e politico tedesco († 1975)
- 25 settembre - Achille Mario Dogliotti, cardiochirurgo italiano († 1966)
- 25 settembre - Wilhelm Falley, generale tedesco († 1944)
- 25 settembre - William Faulkner, scrittore, sceneggiatore e poeta statunitense († 1962)
- 25 settembre - Mariù Gleck, attrice italiana († 1970)
- 25 settembre - Teddy Hart, attore statunitense († 1971)
- 26 settembre - Robert Pache, calciatore svizzero († 1974)
- 26 settembre - Papa Paolo VI, papa, cardinale e arcivescovo cattolico italiano († 1978)
- 27 settembre - Giovanni Battista Baccarini, politico italiano
- 27 settembre - Francesco Giorgio Bettiol, politico e antifascista italiano († 1979)
- 28 settembre - Fiorenzo Clauser, politico e medico italiano († 1967)
- 28 settembre - Anita Durante, attrice italiana († 1994)
- 28 settembre - Samuel Noah Kramer, storico statunitense († 1990)
- 28 settembre - Miha Krek, politico e avvocato jugoslavo († 1969)
- 28 settembre - Charles Thomas, politico statunitense († 1983)
- 29 settembre - Nasir ul-Mulk, principe indiano († 1943)
- 29 settembre - Herbert Agar, storico e giornalista statunitense († 1980)
- 30 settembre - Bengt Bengtsson, ginnasta svedese († 1977)
- 30 settembre - Charlotte Wolff, psicologa tedesca († 1986)

## Ottobre(100)
- 1º ottobre - Giuseppe Papalia, politico italiano († 1964)
- 2 ottobre - Bud Abbott, comico e produttore cinematografico statunitense († 1974)
- 2 ottobre - François Claessens, ginnasta belga († 1971)
- 2 ottobre - Jess Kirkpatrick, attore statunitense († 1976)
- 2 ottobre - Joe Profaci, mafioso italiano († 1962)
- 2 ottobre - Giorgio Rodocanacchi, militare e marinaio italiano († 1941)
- 3 ottobre - Louis Aragon, poeta e scrittore francese († 1982)
- 4 ottobre - Aleksandra Chochlova, attrice sovietica († 1985)
- 5 ottobre - Francesco Arnaldi, latinista e lessicografo italiano († 1980)
- 5 ottobre - Gaspar Cassadó, violoncellista e compositore spagnolo († 1966)
- 5 ottobre - Guido Cavani, scrittore italiano († 1967)
- 5 ottobre - Juan Del Prete, pittore italiano († 1987)
- 5 ottobre - William V. Skall, direttore della fotografia statunitense († 1976)
- 5 ottobre - Percy Spender, politico e diplomatico australiano († 1985)
- 5 ottobre - Hans-Joachim von Falkenhausen, militare tedesco († 1934)
- 6 ottobre - Jerome Cowan, attore statunitense († 1972)
- 6 ottobre - Francis John Doyle, vescovo cattolico australiano († 1973)
- 6 ottobre - Gerhard Lamprecht, regista, sceneggiatore e produttore cinematografico tedesco († 1974)
- 6 ottobre - Pierre Martin Ngô Đình Thục, arcivescovo cattolico vietnamita († 1984)
- 6 ottobre - Florence B. Seibert, biochimica e scienziata statunitense († 1991)
- 6 ottobre - Ali Shaukat, hockeista su prato indiano († 1960)
- 7 ottobre - Charles Chauvel, regista, sceneggiatore e attore australiano († 1959)
- 7 ottobre - Ruggero Ferrario, pistard e ciclista su strada italiano († 1976)
- 7 ottobre - Elijah Muhammad, attivista e religioso statunitense († 1975)
- 7 ottobre - Oskar Olsen, pattinatore di velocità su ghiaccio norvegese († 1956)
- 7 ottobre - Austin Trevor, attore britannico († 1978)
- 8 ottobre - Marcel Herrand, attore, regista e direttore teatrale francese († 1953)
- 8 ottobre - Rouben Mamoulian, regista armeno († 1987)
- 9 ottobre - Tōyō Mitsunobu, ammiraglio giapponese († 1944)
- 11 ottobre - Russell Collins, attore statunitense († 1965)
- 11 ottobre - Hermann Hohn, generale tedesco († 1968)
- 11 ottobre - Raffaele Leone, architetto, ingegnere e pubblicista italiano († 1981)
- 11 ottobre - Giovanni Sampietro, politico italiano († 1965)
- 12 ottobre - Otto Montag, calciatore tedesco († 1973)
- 12 ottobre - Jan Posteiner, calciatore ungherese († 1971)
- 12 ottobre - William Prichard, bobbista svizzero († 1957)
- 13 ottobre - Domenico Chiaramello, politico italiano († 1986)
- 14 ottobre - Edoardo Orabona, ingegnere italiano († 1973)
- 14 ottobre - Harald Strøm, pattinatore di velocità su ghiaccio e calciatore norvegese († 1977)
- 15 ottobre - Chet Brandenburg, attore statunitense († 1974)
- 15 ottobre - Luca Pierino Cornolti, calciatore italiano
- 15 ottobre - Friedrich Schulz, generale tedesco († 1976)
- 16 ottobre - Il'ja Arnol'dovič Il'f, scrittore sovietico († 1937)
- 16 ottobre - Tasso Janopoulo, pianista greco († 1970)
- 16 ottobre - Alexandru Proca, fisico rumeno († 1955)
- 16 ottobre - Gioacchino Sansoni, calciatore italiano
- 17 ottobre - Riccardo Carbone, fotografo e fotoreporter italiano († 1973)
- 18 ottobre - Fausto Faglioni, calciatore italiano († 1994)
- 18 ottobre - Alexandre Piankoff, egittologo francese († 1966)
- 19 ottobre - Michail Barulin, compositore di scacchi sovietico († 1943)
- 19 ottobre - Alberto Cavaliere, poeta, giornalista e politico italiano († 1967)
- 19 ottobre - Vlado Černozemski, rivoluzionario e terrorista bulgaro († 1934)
- 19 ottobre - Henrieta Delavrancea, architetta rumena († 1987)
- 19 ottobre - Pedro Llorente, allenatore di calcio spagnolo
- 19 ottobre - Antonio Slongo, presbitero italiano († 1958)
- 19 ottobre - Ivan Alekseevič Susloparov, generale sovietico († 1974)
- 20 ottobre - Oreste Biancoli, sceneggiatore, regista e commediografo italiano († 1971)
- 20 ottobre - Adolph Deutsch, compositore britannico († 1980)
- 20 ottobre - Agostino Frassinetti, pallanuotista e nuotatore italiano († 1967)
- 20 ottobre - Carlo La Rotonda, chimico e agronomo italiano († 1966)
- 20 ottobre - Ernest Lespinasse, ginnasta francese († 1927)
- 20 ottobre - Edward Moore, canottiere statunitense († 1968)
- 21 ottobre - William Bosworth Castle, medico statunitense († 1990)
- 21 ottobre - Lloyd Hughes, attore statunitense († 1958)
- 21 ottobre - Alphonse Lacroix, hockeista su ghiaccio statunitense († 1973)
- 21 ottobre - Alexander Lernet-Holenia, scrittore, drammaturgo e traduttore austriaco († 1976)
- 21 ottobre - Nicola Salerno, politico italiano († 1983)
- 22 ottobre - Ettore Boiardi, imprenditore italiano († 1985)
- 22 ottobre - Kenneth Barbour Montgomery, aviatore inglese († 1965)
- 22 ottobre - Giuseppe Renzi, militare italiano († 1937)
- 22 ottobre - Nicola Russo, generale italiano († 1959)
- 23 ottobre - Richard Jeffries Dawes, aviatore canadese († 1983)
- 23 ottobre - Dmitrij Grigor'evič Pavlov, generale sovietico († 1941)
- 23 ottobre - Roberto Sgrilli, fumettista, animatore e pittore italiano († 1985)
- 24 ottobre - Aristide Merloni, imprenditore e politico italiano († 1970)
- 24 ottobre - Willem Sandberg, grafico olandese († 1984)
- 25 ottobre - Lucy Fox, attrice statunitense († 1970)
- 25 ottobre - Erwin Lahousen von Vivremont, generale austriaco († 1955)
- 25 ottobre - Karl Olivecrona, giurista e filosofo svedese († 1980)
- 25 ottobre - Luigi Pavese, attore e doppiatore italiano († 1969)
- 25 ottobre - Ermacora Zuliani, militare italiano († 1958)
- 26 ottobre - James Leonard Brierley Smith, ittiologo sudafricano († 1968)
- 26 ottobre - Hans Granfelt, schermidore e discobolo svedese († 1963)
- 26 ottobre - Bill Harris, nuotatore statunitense († 1961)
- 26 ottobre - Tiana Lemnitz, soprano tedesco († 1994)
- 26 ottobre - Massimo V, arcivescovo ortodosso greco († 1972)
- 28 ottobre - Edith Head, costumista statunitense († 1981)
- 28 ottobre - Olaf Hegnander, calciatore norvegese († 1958)
- 28 ottobre - Sabatino Mele, politico e medico italiano († 1965)
- 28 ottobre - Rafael Sánchez-Guerra, politico e giornalista spagnolo († 1964)
- 28 ottobre - Guido Slataper, militare italiano († 1974)
- 28 ottobre - Hans Speidel, generale tedesco († 1984)
- 29 ottobre - Hope Emerson, attrice statunitense († 1960)
- 29 ottobre - Joseph Goebbels, politico e giornalista tedesco († 1945)
- 29 ottobre - Thaddée Anselme Lê Hữu Từ, vescovo cattolico vietnamita († 1967)
- 29 ottobre - Billy Walker, calciatore e allenatore di calcio inglese († 1964)
- 30 ottobre - Hans-Erich Voss, ammiraglio tedesco († 1969)
- 31 ottobre - Pete Henry, giocatore di football americano e allenatore di football americano statunitense († 1952)
- 31 ottobre - Sigurd Moen, pattinatore di velocità su ghiaccio norvegese († 1967)
- 31 ottobre - Alfredo Morea, avvocato, militare e politico italiano († 1976)

## Novembre(118)
- 1º novembre - Robert Bourget-Pailleron, scrittore e giornalista francese († 1970)
- 1º novembre - Naomi Mitchison, scrittrice, poetessa e saggista britannica († 1999)
- 2 novembre - Abba Achimeir, giornalista sovietico († 1962)
- 2 novembre - Giuseppe De Carli, militare italiano († 1960)
- 2 novembre - Dezső Gencsy, calciatore e allenatore di calcio ungherese († 1977)
- 2 novembre - Dennis King, attore e cantante britannico († 1971)
- 2 novembre - Sohrab Modi, attore, regista e produttore cinematografico indiano († 1984)
- 2 novembre - Felice Rovida, arbitro di calcio italiano († 1955)
- 2 novembre - Richard B. Russell, politico statunitense († 1971)
- 3 novembre - Allan Adair, generale inglese († 1988)
- 3 novembre - Lois Butler, sciatrice alpina e aviatrice canadese († 1970)
- 3 novembre - Doris Fitton, attrice e regista teatrale australiana († 1985)
- 3 novembre - Georg Hochgesang, calciatore tedesco († 1988)
- 3 novembre - Antonio Sorice, generale e politico italiano († 1971)
- 3 novembre - Léon de Poncins, giornalista e saggista francese († 1975)
- 4 novembre - Janaki Ammal, botanica e genetista indiana († 1984)
- 4 novembre - Ugo Giacomozzi, direttore d'orchestra italiano († 1979)
- 4 novembre - Kurt Held, scrittore e poeta tedesco († 1969)
- 4 novembre - Charles Lacquehay, ciclista su strada, pistard e ciclocrossista francese († 1975)
- 4 novembre - Cipriano Mera, anarchico, sindacalista e generale spagnolo († 1975)
- 4 novembre - Cornelis Bernardus van Niel, microbiologo olandese († 1985)
- 4 novembre - André-Jean Vérineux, missionario e vescovo cattolico francese († 1983)
- 5 novembre - Nikolaj Plotnikov, attore sovietico († 1979)
- 6 novembre - Italico Baccelli, politico italiano
- 6 novembre - Maurice Gillis, calciatore belga († 1980)
- 6 novembre - Nikolaj Suetin, designer e grafico russo († 1954)
- 7 novembre - Herman J. Mankiewicz, sceneggiatore, giornalista e critico teatrale statunitense († 1953)
- 7 novembre - Fanny Vialardi di Sandigliano, cavallerizza italiana († 1987)
- 8 novembre - Dorothy Day, giornalista statunitense († 1980)
- 8 novembre - Kurt Regling, numismatico tedesco († 1935)
- 9 novembre - Ronald Norrish, chimico inglese († 1978)
- 9 novembre - Harry Nuttall, calciatore inglese
- 9 novembre - Jacques Tréfouël, chimico e farmacologo francese († 1977)
- 9 novembre - Joaquin Vázquez, calciatore spagnolo († 1965)
- 10 novembre - Vic Watson, calciatore inglese († 1988)
- 11 novembre - Gordon Allport, psicologo statunitense († 1967)
- 11 novembre - Carlo Binda, velocista e calciatore italiano († 1960)
- 11 novembre - Henry Fierz, ingegnere aeronautico svizzero († 1972)
- 11 novembre - Garibaldi Franceschi, militare italiano († 1917)
- 11 novembre - Marcel Martiny, medico, antropologo e parapsicologo francese († 1982)
- 11 novembre - Temistocle Testa, militare e prefetto italiano († 1949)
- 11 novembre - Rodolfo Zorzi, calciatore e arbitro di calcio italiano
- 12 novembre - Alfred Aufdenblatten, sciatore di pattuglia militare e fondista svizzero († 1975)
- 12 novembre - Hans Deppe, regista, attore e produttore cinematografico tedesco († 1960)
- 12 novembre - Frederick Nymeyer, economista statunitense († 1971)
- 13 novembre - Alfredo Barbati, aviatore e militare italiano († 1941)
- 13 novembre - Tilly Edinger, paleontologa tedesca († 1967)
- 13 novembre - Gertrude Olmstead, attrice statunitense († 1975)
- 13 novembre - Harold Young, regista e montatore statunitense († 1972)
- 14 novembre - Paul Ricca, mafioso italiano († 1972)
- 14 novembre - Lottice Howell, cantante e attrice statunitense († 1982)
- 14 novembre - Francesco Lupi, pittore e decoratore italiano († 1960)
- 14 novembre - Lewon Mirzoyan, politico sovietico († 1939)
- 15 novembre - Aneurin Bevan, politico britannico († 1960)
- 15 novembre - Georges Ditzler, calciatore belga († 1974)
- 15 novembre - Sacheverell Sitwell, poeta, saggista e critico d'arte britannico († 1988)
- 16 novembre - Choudhary Rahmat Ali, politico pakistano († 1951)
- 16 novembre - G. E. Lowman, pastore protestante e conduttore radiofonico statunitense († 1965)
- 16 novembre - Antonio Messineo, gesuita e scrittore italiano († 1978)
- 17 novembre - Eddie Baker, attore statunitense († 1968)
- 17 novembre - Mario De Renzi, architetto e urbanista italiano († 1967)
- 17 novembre - Domenico Morezzi, orologiaio e imprenditore italiano († 1968)
- 18 novembre - Patrick Maynard Stuart Blackett, fisico britannico († 1974)
- 18 novembre - James Mitchell, calciatore inglese († 1975)
- 18 novembre - Mario Palomba, politico e avvocato italiano († 1969)
- 18 novembre - Torquato Rossini, dirigente sportivo e calciatore italiano († 1987)
- 19 novembre - George Parker, marciatore australiano († 1974)
- 19 novembre - Tom Parker, calciatore e allenatore di calcio inglese († 1987)
- 19 novembre - Giusto Pinzani, artigiano italiano († 1986)
- 19 novembre - Bernhard Rein, calciatore estone († 1976)
- 19 novembre - Quentin Roosevelt, ufficiale statunitense († 1918)
- 20 novembre - Maude Bonney, aviatrice australiana († 1994)
- 20 novembre - William Weber Coblentz, astronomo e fisico statunitense († 1962)
- 20 novembre - Germaine Krull, fotografa tedesca († 1985)
- 20 novembre - Joseph Pouliquen, militare e aviatore francese († 1988)
- 20 novembre - Nicanor Villalta, torero e attore spagnolo († 1980)
- 21 novembre - Yoseph Colombo, rabbino italiano († 1975)
- 21 novembre - Julia Heron, scenografa statunitense († 1977)
- 21 novembre - Roberto Pane, storico dell'architettura e architetto italiano († 1987)
- 21 novembre - Mollie Steimer, attivista, scrittrice e fotografa sovietica († 1980)
- 21 novembre - Veza Canetti, poetessa, scrittrice e commediografa austriaca († 1963)
- 21 novembre - Louis Tronnier, generale tedesco († 1952)
- 22 novembre - Paul Oswald Ahnert, astronomo tedesco († 1989)
- 22 novembre - Leslie Reginald Cox, paleontologo e geologo britannico († 1965)
- 22 novembre - José Antonio Mora, avvocato e diplomatico uruguaiano († 1975)
- 22 novembre - Rudolf Roessler, agente segreto tedesco († 1958)
- 22 novembre - Arturo Rognoni, imprenditore e politico italiano († 1984)
- 22 novembre - Harry Wilson, attore britannico († 1978)
- 23 novembre - Karl Gebhardt, generale, medico e criminale di guerra tedesco († 1948)
- 23 novembre - Mario Marina, politico italiano († 1964)
- 24 novembre - Lode Craeybeckx, politico belga († 1976)
- 24 novembre - Dagmar Godowsky, attrice statunitense († 1975)
- 24 novembre - Lucky Luciano, mafioso italiano († 1962)
- 24 novembre - Giuseppe Porelli, attore italiano († 1982)
- 24 novembre - Dorothy Shepherd-Barron, tennista britannica († 1953)
- 25 novembre - Giuseppe Bernardi, presbitero italiano († 1943)
- 25 novembre - Osvaldo Butturini, calciatore italiano († 1943)
- 25 novembre - Helene Chadwick, attrice statunitense († 1940)
- 25 novembre - Harry Morris, calciatore inglese († 1985)
- 25 novembre - Giorgio Santelli, schermidore italiano († 1985)
- 25 novembre - Armando Tonello, pittore italiano († 2001)
- 26 novembre - Robert Accard, calciatore francese († 1971)
- 26 novembre - Luis Batlle Berres, politico uruguaiano († 1964)
- 26 novembre - Manuel A. Odría, generale e politico peruviano († 1974)
- 27 novembre - André Couder, astronomo e ottico francese († 1979)
- 27 novembre - Vito Genovese, mafioso italiano († 1969)
- 27 novembre - Andy Straden, calciatore statunitense († 1967)
- 28 novembre - Simone Cerdan, attrice e cantante francese († 1967)
- 28 novembre - Friedrich Vordemberge, pittore tedesco († 1981)
- 29 novembre - John Alexander, attore statunitense († 1982)
- 29 novembre - Stefano Cairola, gallerista, mercante d'arte e critico d'arte italiano († 1972)
- 29 novembre - Pedro Vallana, calciatore, allenatore di calcio e arbitro di calcio spagnolo († 1980)
- 30 novembre - Virginia Henderson, infermiera, insegnante e scrittrice statunitense († 1996)
- 30 novembre - Lee Morse, attrice e cantante statunitense († 1954)
- 30 novembre - Gustaaf Nietvelt, compositore di scacchi belga († 1961)
- 30 novembre - Guido Paglia, militare italiano († 1936)
- 30 novembre - José Pérez, calciatore uruguaiano († 1920)
- 30 novembre - Octávio Trompowsky, scacchista brasiliano († 1984)

## Dicembre(116)
- 1º dicembre - Xaver Affentranger, combinatista nordico e saltatore con gli sci svizzero
- 1º dicembre - Miguel Fleta, tenore spagnolo († 1938)
- 1º dicembre - Enrico Rastelli, giocoliere italiano († 1931)
- 1º dicembre - Cyril Ritchard, attore e regista teatrale australiano († 1977)
- 1º dicembre - Helen Simpson, scrittrice, drammaturga e biografa australiana († 1940)
- 2 dicembre - Ivan Christoforovič Bagramjan, generale e politico sovietico († 1982)
- 2 dicembre - Martino Caroli, avvocato e politico italiano († 1978)
- 2 dicembre - Otto Fenichel, medico e psicoanalista austriaco († 1946)
- 2 dicembre - Fontaine La Rue, attrice statunitense († 1976)
- 2 dicembre - Ovsij Hryhorovyč Liberman, economista sovietico († 1983)
- 2 dicembre - Nikola Simić, allenatore di calcio e calciatore jugoslavo († 1969)
- 3 dicembre - Carlo Cantini, calciatore italiano († 1976)
- 3 dicembre - Alan Jerrard, aviatore britannico († 1968)
- 3 dicembre - Henry Ljungmann, saltatore con gli sci norvegese
- 3 dicembre - André Marie, politico francese († 1974)
- 3 dicembre - Kate O'Brien, scrittrice e drammaturga irlandese († 1974)
- 3 dicembre - Eugen Placeriano, calciatore jugoslavo († 1972)
- 3 dicembre - Enrico Viarisio, attore italiano († 1967)
- 4 dicembre - Emanuel Carnevali, poeta e scrittore italiano († 1942)
- 4 dicembre - Oreste Perfetti, calciatore italiano († 1927)
- 5 dicembre - Livio Duce, militare italiano († 1943)
- 5 dicembre - Nunnally Johnson, regista statunitense († 1977)
- 5 dicembre - Tina Lattanzi, attrice e doppiatrice italiana († 1997)
- 5 dicembre - Bernardo Perin, calciatore italiano († 1964)
- 5 dicembre - Gershom Scholem, filosofo e teologo tedesco († 1982)
- 6 dicembre - Nicolò Bonessa, militare italiano († 1941)
- 6 dicembre - Erik Burman, hockeista su ghiaccio svedese († 1985)
- 6 dicembre - Ernst-Felix Krüder, militare tedesco († 1941)
- 6 dicembre - František Malkovský, aviatore e militare cecoslovacco († 1930)
- 7 dicembre - Pietro Crespi, militare italiano († 1918)
- 7 dicembre - Ambróz Lazík, vescovo cattolico slovacco († 1969)
- 7 dicembre - Lazzaro Ponticelli, militare e supercentenario italiano († 2008)
- 8 dicembre - Bruno Frankewitz, generale tedesco († 1982)
- 8 dicembre - Stefano Lenoci, politico italiano († 1977)
- 8 dicembre - José Navarro, cavaliere spagnolo († 1974)
- 9 dicembre - Hermione Gingold, attrice britannica († 1987)
- 9 dicembre - Alexis Mony, calciatore francese († 1986)
- 9 dicembre - Cesare Scoccimarro, architetto italiano († 1953)
- 10 dicembre - Saul Hallap, sollevatore estone († 1941)
- 10 dicembre - Karl Heinrich Waggerl, scrittore austriaco († 1973)
- 10 dicembre - Joseph Zerilli, mafioso italiano († 1977)
- 11 dicembre - Sabino Bilbao, calciatore spagnolo († 1983)
- 11 dicembre - Stanislao Caraciotti, ammiraglio italiano († 1943)
- 11 dicembre - Kurt Meißner, calciatore tedesco († 1973)
- 11 dicembre - Antonio Taffi, arcivescovo cattolico italiano († 1970)
- 12 dicembre - Gerd Strantzen, hockeista su prato tedesco († 1958)
- 13 dicembre - Alberto Albertoni, calciatore italiano († 1956)
- 14 dicembre - Margaret Chase Smith, politica statunitense († 1995)
- 14 dicembre - Joseph G. Fucilla, linguista e lessicografo statunitense († 1981)
- 14 dicembre - Riccardo Riccardi, geografo e viaggiatore italiano († 1981)
- 14 dicembre - Kurt Alois von Schuschnigg, politico austriaco († 1977)
- 14 dicembre - Georges Thill, tenore francese († 1984)
- 15 dicembre - Mario Ascione, agronomo, dirigente d'azienda e politico italiano († 1978)
- 15 dicembre - Georg Brunner, hockeista su prato tedesco († 1959)
- 15 dicembre - Theodor Busse, generale tedesco († 1986)
- 15 dicembre - Zenta Mauriņa, scrittrice lettone († 1978)
- 15 dicembre - Achille Pizziolo, arbitro di calcio italiano († 1977)
- 15 dicembre - Ferdinando Maria Poggioli, regista e sceneggiatore italiano († 1945)
- 15 dicembre - Norman Smith, calciatore e allenatore di calcio inglese († 1978)
- 16 dicembre - Porfírio Pardal Monteiro, architetto portoghese († 1957)
- 16 dicembre - Antal Pruha, calciatore ungherese († 1973)
- 16 dicembre - Domenico Sedino, calciatore italiano
- 17 dicembre - Władysław Broniewski, poeta e militare polacco († 1962)
- 17 dicembre - Anthony Joseph Drexel Biddle, diplomatico statunitense († 1961)
- 17 dicembre - Cesare Genovesi, calciatore italiano
- 18 dicembre - Fletcher Henderson, pianista, direttore d'orchestra e compositore statunitense († 1952)
- 18 dicembre - Cesare Manzella, mafioso italiano († 1963)
- 19 dicembre - Egidio Anceschi, calciatore italiano († 1967)
- 19 dicembre - Louis Darquier de Pellepoix, giornalista e politico francese († 1980)
- 19 dicembre - Dajos Béla, violinista e direttore d'orchestra ucraino († 1978)
- 19 dicembre - Emil Köpplinger, calciatore tedesco († 1988)
- 19 dicembre - Vasco Ronchi, fisico italiano († 1988)
- 19 dicembre - Josef Sloup, calciatore cecoslovacco († 1954)
- 19 dicembre - Rudolf Sloup, allenatore di calcio e calciatore cecoslovacco († 1936)
- 20 dicembre - Michele Marelli, architetto e designer italiano († 1977)
- 20 dicembre - Ángel Médici, calciatore argentino († 1971)
- 20 dicembre - Marcel Raymond, critico letterario svizzero († 1981)
- 21 dicembre - Arrigo Bugiani, scrittore, poeta e editore italiano († 1994)
- 21 dicembre - Archie Stark, calciatore statunitense († 1985)
- 22 dicembre - Giuseppe Ghislanzoni, aviatore italiano († 1918)
- 22 dicembre - Jack Hacking, allenatore di calcio e calciatore inglese († 1955)
- 22 dicembre - Max Hansen, tenore, attore e cabarettista danese († 1961)
- 22 dicembre - Vojtěch Jarník, matematico ceco († 1970)
- 22 dicembre - Nicola Perrotti, psicoanalista e politico italiano († 1970)
- 22 dicembre - Gotthard Schuh, pittore e fotografo svizzero († 1969)
- 23 dicembre - Aldo Bandinelli, pittore e illustratore italiano († 1977)
- 23 dicembre - René Borjas, calciatore uruguaiano († 1931)
- 23 dicembre - Julien Carette, attore francese († 1966)
- 23 dicembre - Rafael Rivelles, attore spagnolo († 1971)
- 24 dicembre - Francesco Cetti, calciatore italiano
- 24 dicembre - Jay Lovestone, politico, sindacalista e agente segreto statunitense († 1990)
- 24 dicembre - Ville Pörhölä, discobolo, martellista e pesista finlandese († 1964)
- 24 dicembre - Jānis Ziemeļnieks, scrittore lettone († 1930)
- 24 dicembre - Koto Ōkubo, supercentenaria giapponese († 2013)
- 25 dicembre - Natalia Attardi Donini, scrittrice italiana († 1982)
- 25 dicembre - Norman Barry, giocatore di football americano e allenatore di football americano statunitense († 1988)
- 25 dicembre - Piero Calamai, comandante marittimo e militare italiano († 1972)
- 25 dicembre - Aldo Castelfranco, ingegnere italiano
- 25 dicembre - Noël Delberghe, pallanuotista francese († 1965)
- 25 dicembre - Natale Polci, poeta italiano († 1988)
- 26 dicembre - Géza von Bolváry, regista, sceneggiatore e attore ungherese († 1961)
- 26 dicembre - Juti Ravenna, pittore e critico d'arte italiano († 1972)
- 27 dicembre - Ambrogio Casati, pittore, scultore e militare italiano († 1977)
- 28 dicembre - Mario Capra, calciatore italiano († 1965)
- 28 dicembre - Ivan Stepanovič Konev, generale e politico sovietico († 1973)
- 28 dicembre - Lucio Venna, pittore italiano († 1974)
- 29 dicembre - Anselm Ahlfors, lottatore finlandese († 1974)
- 29 dicembre - Aristide Viale, allenatore di calcio e calciatore italiano († 1940)
- 30 dicembre - Alfredo Bracchi, paroliere, regista e commediografo italiano († 1976)
- 30 dicembre - Stanisław Saks, matematico polacco († 1942)
- 30 dicembre - Lawrence Weingarten, produttore cinematografico statunitense († 1975)
- 31 dicembre - Orry-Kelly, costumista australiano († 1964)
- 31 dicembre - Albino Manca, scultore italiano († 1976)
- 31 dicembre - Raffaello Melani, insegnante e latinista italiano († 1983)
- 31 dicembre - Frank Skinner, compositore statunitense († 1968)
- 31 dicembre - Rhys Williams, attore gallese († 1969)

## Senza giorno specificato(84)
- Sayed Abaza, calciatore egiziano († 1962)
- Selim Ahmed, siriano († 1916)
- Marco Egidio Allegri, esoterista italiano († 1949)
- Stell Andersen, pianista statunitense († 1989)
- Giuseppe Antonicelli, direttore d'orchestra italiano († 1980)
- Pasquale Arzuffi, pittore italiano († 1965)
- Badr al-Muluk, principessa persiana († 1979)
- Giulio Bassi, calciatore italiano
- Dante Berretti, dirigente sportivo italiano († 1965)
- Pietro Bianchi, calciatore e allenatore di calcio italiano
- Eduardo Blanco, calciatore e arbitro di calcio argentino († 1958)
- Angelo Bottigelli, pittore, incisore e poeta italiano († 1989)
- Cesare Campana, militare italiano († 1941)
- Luigi Cangiullo, tuffatore italiano († 1930)
- Enrico Carmassi, scultore italiano († 1975)
- Daphne Casorati Maugham, pittrice inglese († 1992)
- Manlio Castiglioni, geografo e cartografo italiano († 1968)
- Mario Ceccaroni, militare italiano († 1941)
- Carlo Cherubini, pittore italiano († 1978)
- Franco Chiletto, fumettista, illustratore e pittore italiano († 1976)
- Franco Clerici, politico italiano († 1934)
- Ugo Cuesta, giornalista, scrittore e marittimo italiano († 1961)
- Renée Dahon, attrice francese († 1969)
- Howard Darrin, designer statunitense († 1982)
- Silvio De Nicolai, calciatore italiano († 1962)
- Guglielmo De Sanctis, tuffatore italiano
- Mario Depangher, partigiano e antifascista italiano († 1965)
- Anna Maria Di Giorgio, divulgatrice scientifica italiana († 1961)
- Augusto Antonio Dirani, pittore italiano († 1983)
- Alexandre Douala Manga Bell, politico camerunese († 1966)
- Ali El-Hassani, calciatore egiziano († 1976)
- Salvatore Epicoco, sollevatore italiano
- Roza Eskenazi, cantante greca († 1980)
- Giacomo Facchinetti, esploratore italiano († 1932)
- Giulio Faldini, chirurgo italiano († 1947)
- Josef Ferrero, calciatore italiano
- Paul Finet, politico e sindacalista belga († 1965)
- Achille Geremicca, poeta e romanziere italiano († 1951)
- Joseph A. Golden, regista e sceneggiatore statunitense († 1942)
- Antonio Grassi, militare italiano († 1938)
- Seymour Harris, economista statunitense († 1974)
- Giovanni Incisa della Rocchetta, storico e nobile italiano († 1980)
- Saul Israel, scrittore, medico e biologo italiano († 1981)
- Anthony Paul Kelly, sceneggiatore e commediografo statunitense († 1932)
- Rrok Kolaj, magistrato e politico albanese († 1950)
- Nikolaj Ivanovič Kolokolov, scrittore russo († 1933)
- Ercole Lertua, attivista italiano († 1924)
- Ljusik Artem'evna Lisinova, rivoluzionaria russa († 1917)
- Lokanātha, monaco buddhista italiano († 1966)
- Duilio Lucarelli, montatore italiano († 1976)
- Friedrich Markgraf, botanico tedesco († 1987)
- Mayeum Choying Wangmo Dorji, principessa († 1994)
- Giuseppe Mazzoli, militare italiano († 1938)
- Henri Merckel, violinista francese († 1969)
- Carlo Morelli, baritono cileno († 1970)
- Golam Mostofa, scrittore pakistano († 1964)
- Lili Labassi, cantante algerino († 1969)
- Nikolaos Mpaltatzīs-Mavrokordatos, pallanuotista e politico greco
- Sayzā Nabarāwī, giornalista e politica egiziana († 1985)
- Kazimierz Nowak, fotografo polacco († 1937)
- Adriano Pallini, stilista e collezionista d'arte italiano († 1955)
- Alfonso Pedroza, attore messicano
- Giulia Perelli, tennista italiana († 1964)
- Giovanni Porfirio, partigiano, antifascista e politico italiano († 1973)
- Quincy Porter, compositore statunitense († 1966)
- Antoine Rebetez, ginnasta svizzero († 1980)
- Aldo Romaro, calciatore italiano († 1970)
- Mario Rossi, architetto italiano († 1961)
- Francesco Maria Salvi, imprenditore e dirigente d'azienda italiano († 1975)
- Ettore Sannino, scultore e pittore italiano († 1975)
- Alberto Santana, regista, sceneggiatore e produttore cinematografico cileno († 1966)
- Max Schur, medico e psicoanalista austriaco († 1969)
- Sheng Shicai, generale e politico cinese († 1970)
- Kamel Taha, calciatore egiziano
- Karl Teichmann, aviatore austro-ungarico († 1927)
- Thích Quảng Đức, monaco buddhista vietnamita († 1963)
- Lorenzo Vigo-Fazio, scrittore italiano († 1986)
- James Walker, pistard sudafricano
- Guelfo Zamboni, diplomatico italiano († 1994)
- Giuseppe Zigiotti, militare, politico e sindacalista italiano
- Husni al-Za'im, generale e politico siriano († 1949)
- Amin al-Husseini, politico palestinese († 1974)
- Roberto de Chomón-Ruiz, direttore della fotografia francese († 1957)
- Evgenij Michajlovič Šnejder, regista cinematografico sovietico († 1947)